# Friesland van A tot Z

## A

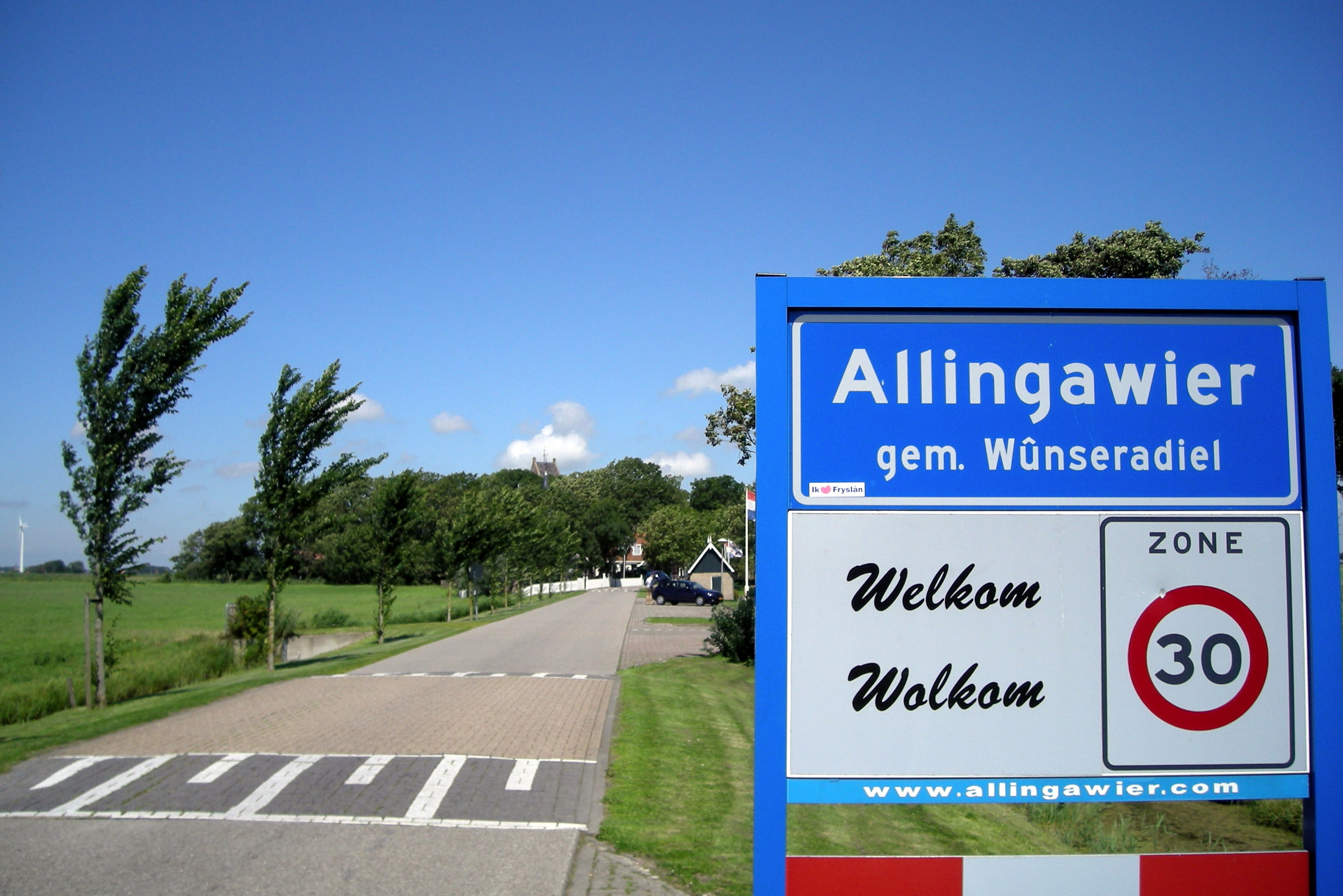
Allingawier

A6 -
A7 -
A31 -
A32 -
Jacob van Aaken -
Aalsum -
Aalsum -
Aasters -
Abbega -
Abbegaasterketting -
Abbingapark -
Gerben Abma -
Willem Abma -
Achlum -
Achlumer Molen -
Achmeatoren -
Achtkarspelen -
Auke Adema -
Admiraliteit van Friesland -
Aegum -
Aekinga -
Aekingerzand -
Aengwirden -
Aeolus -
Afsluitdijk -
Afûk -
Akkers (Heerenveen) -
Akkerwoude -
Akkrum -
Akmarijp -
Akrabjerg -
Joop Alberda -
Albrecht van Saksen -
De âlde Friezen -
Alde Swarte -
Aldgillis -
Algemene Begraafplaats Workum - 
Jacob Algera -
Allardsoog -
Allerheiligenvloed (1570) -
Allerheiligenvloed (1675) -
Allerheiligenvloed (2006) -
Allingawier -
Allum -
Almenum -
Ameland -
Amelands -
Anjum -
Anneburen (Heerenveen) -
Anneburen (Súdwest-Fryslân) -
Appelscha -
Aqua Zoo Friesland -
Aquaducten in Friesland -
Architectuur in Friesland -
Arkens -
Arkens (molen) -
Arkum -
Arriva -
Arum -
Joop Atsma -
Atzeburen -
Augsbuurt -
Augustinusga -
Douwe Aukes -
Averotoren -
Aylvapoldermolen -
Azingastate

## B
Baaiduinen -
Baard -
Baarderadeel -
Baarderburen -
Baas Boppe Baas -
Baburen -
Babuurstermolen -
Marten Baersma -
Baijum -
Bakhuizen -
Joop Bakker -
Bakkeveen -
Balg (zandplaat) -
Balk -
Balkendsterpoldermolen -
Ballum -
Bantega -
Barradeel -
Bartlehiem -
Basse -
Beerenburg -
Beers -
Beetgum -
Beetgumermolen -
Beetsterzwaag -
Beintemapoldermolen -
Bekende Friezen -
Bekhof -
Belvédère -
Gerrit Benner -

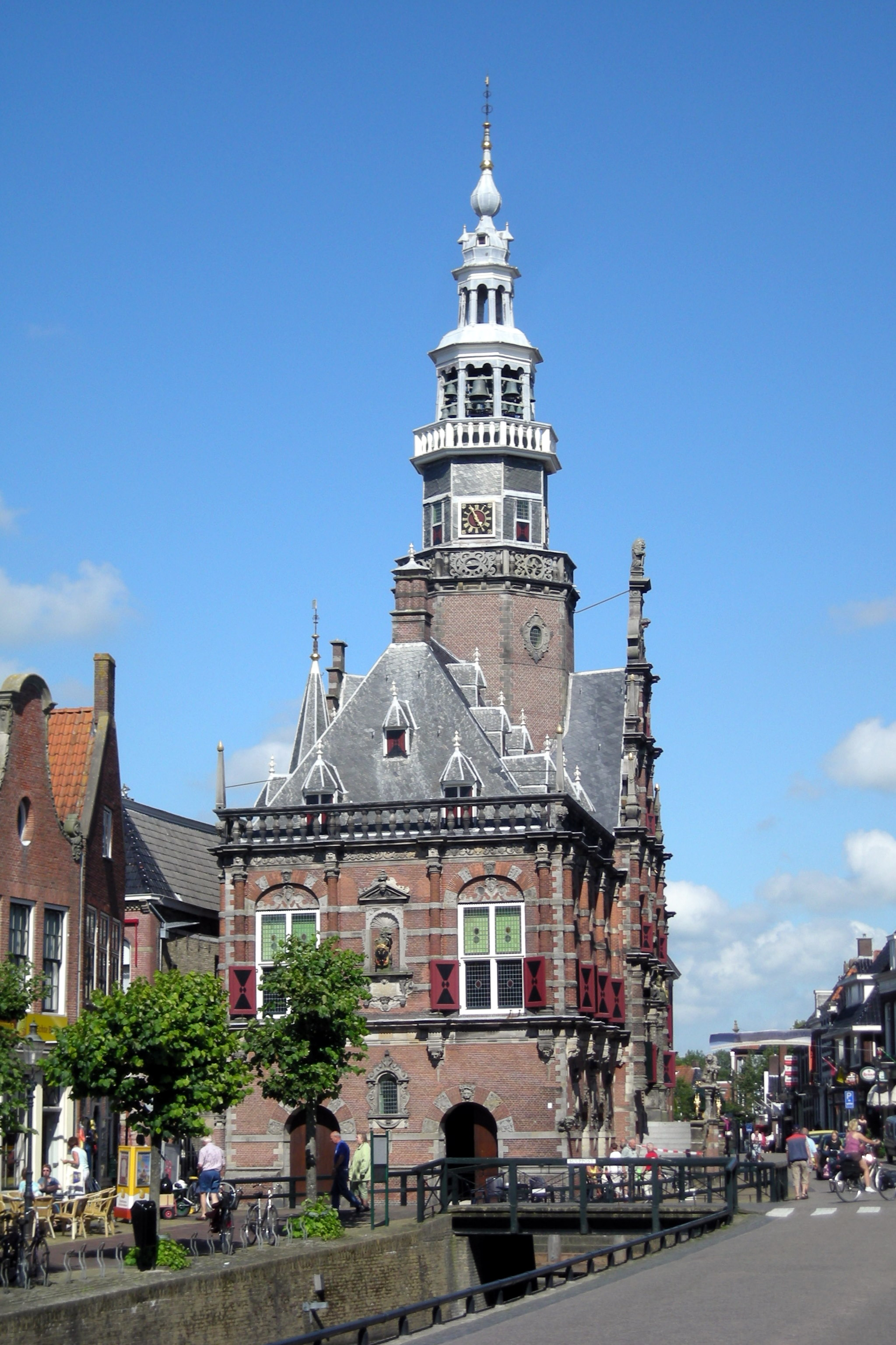
Stadhuis Bolsward

Gerrit Benner Prijs voor Beeldende Kunst -
Berenburgcup -
Jeen van den Berg -
Tjalling van den Berg -
Bergum -
Bergumermeer -
Berlikum -
Bernlef -
Beschermde stads- en dorpsgezichten in Friesland -
Betterwird -
Beuckenswijk -
Beurs- en waaggebouw (Leeuwarden) -
Christelijk Gymnasium Beyers Naudé -
Court Lambertus van Beyma -
Het Bildt -
Bildts -
Bildtse boerderij -
Jetske Bilker -
Binnema Molen -
De Bird (waterschap) -
De Bird (windmolen) -
Birdaard -
Bisdom Groningen-Leeuwarden -
Bisdom Leeuwarden -
Blauhúster Dakkapel -
Blauwe Bos -
Blauwhuis (buurtschap) -
Blauwhuis (dorp)
Blesdijke -
De Blesse -
Blessum -
Blija -
Blija Buitendijks -
Blokhuispoort -
Jan Gelinde van Blom -
Willem Boeijenga -
Boekelte -
Boekhorst -
Boelenslaan -
Boer (plaats) -
Adam de Boer -
Cees Rienks de Boer -
Helena de Boer -
Boijl -
Boksum -
Bollingawier -
Bolsward -
Bolswardertrekvaart -
Bolswardervaart (Harlingen) -
Bonifatius -
Boven Tjonger -
Sint Bonifatius Hospitaal -
Sint-Bonifatiuskerk (Dokkum) -
Sint-Bonifatiuskerk (Leeuwarden) -
Bonkevaart -
Abe Bonnema -
Bontebok -
Boomsma Distilleerderij -
Boornbergum -
Boorne -
Boornsterhem -
Boornzwaag -
Borgmolen -
Bornmeer -
Bornmeer (uitgeverij) -
Bornrif (vuurtoren) -
Bornrif (zandplaat) -
Bornwird -
Bornwirdhuizen -
Boschplaat -
Boteburen -
Bovenstverlaat -
Bovenveld -
Bozum -
Brakzand -
Brandaris -
Jan Brander -
Titus Brandsma -
Brantgum -
Breezand -
Breezanddijk -
Harke Bremer -
Britsum -
Britswerd -
Joris Pieters van den Broeck -
Broek -
Broekmolen -
Broeksterwoude -
Broeresloot (Vierhuis) -
Reinder Brolsma -
Brongerga -
Titia Brongersma -
Abe Brouwer -
Tsead Bruinja -
Klaas Bruinsma -
Bruno II -
Brunonen -
Adriaan Brunsveldt -
Liudolf van Brunswijk -
Hein Buisman Stichting -
Buitenpost -
Bullemolen -
De Burd -
Buren (Ameland) -
Cornelis van den Burg -
Burgwerd -
Burum -
Buttinga -
Bûterheideveld -
Buweklooster -
Meindert Bylsma

## C
Cambuur -
Cambuurstadion -
Gerrit van Cammingha -
Canada -
Canadameer -
Canon van Friesland -
Sipke Castelein -
Laurens ten Cate -
Centrum voor Film in Friesland -
Cepher -

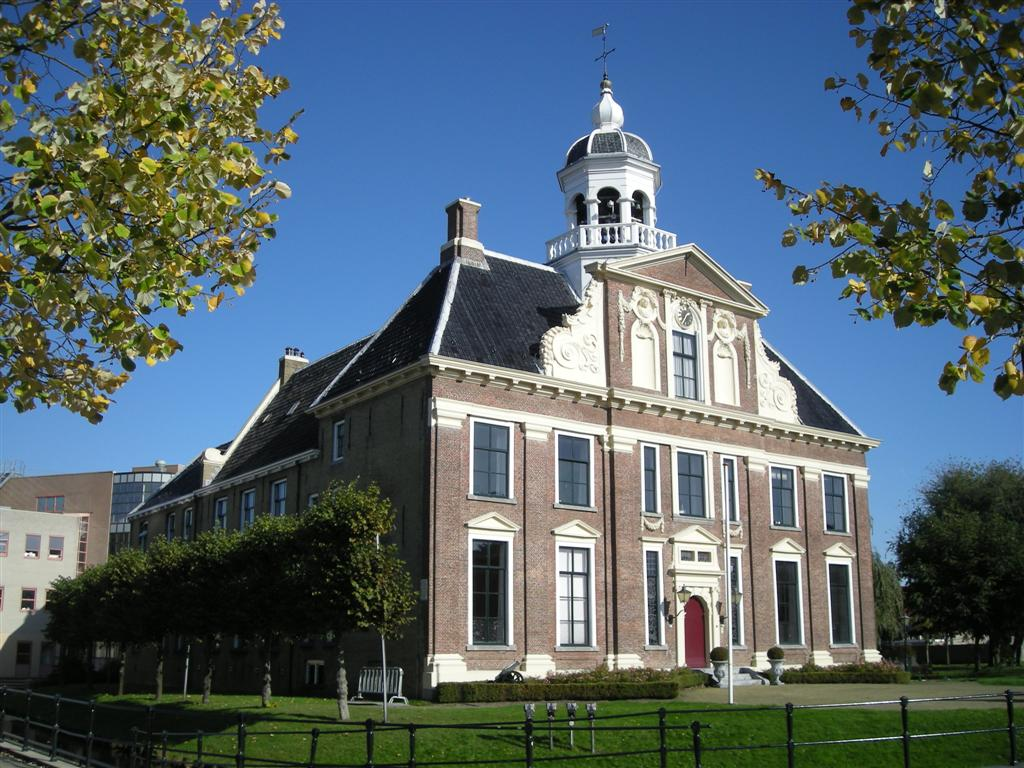
Crackstate, Heerenveen

Christelijk Gymnasium Beyers Naudé -
Christelijke Hogeschool Nederland -
Pier Christiaansloot -
Marga Claus -
Sint-Clemenskerk (Nes) -
R.J. Cleveringsluizen -
Codex Roorda -
Jan Harms Contermans -
Cornjum -
Cornwerd -
Cornwerdermolen -
Crackstate -
Watze Cuperus

## D

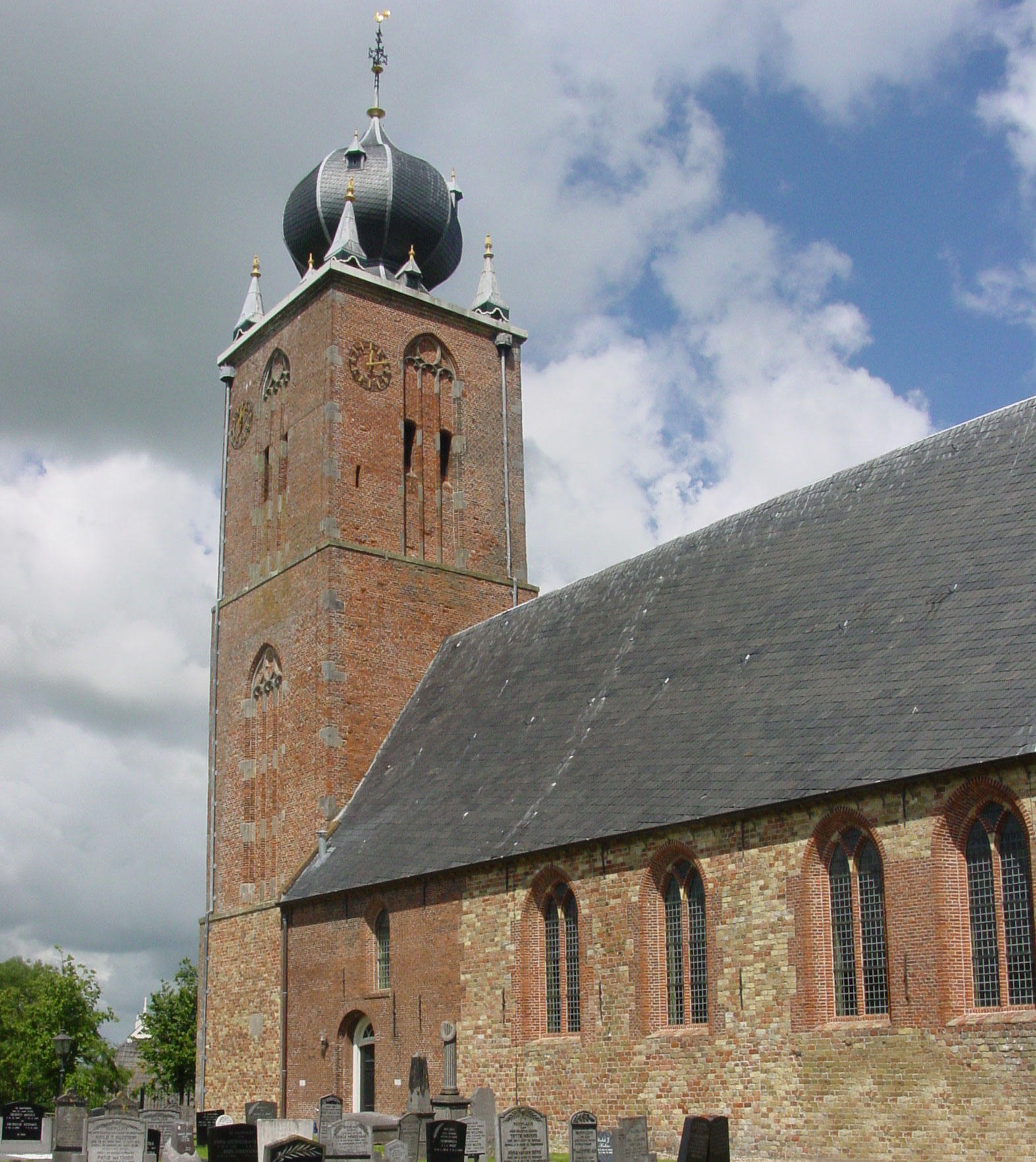
Kerk van Deinum

It Damshûs -
Damsluis -
Damwoude -
Dankert en Dankert -
Dantumadeel -
Dantumawoude -
De âlde Friezen -
Deddingabuurt -
Dedgum -
Deersum -
Deinum -
Juw Dekama -
Dekemastate -
Jacobus Deketh -
Delfstrahuizen -
Dellewal -
Departement Friesland -
Diakonessenhuis (Leeuwarden) -
Dijken (plaats) -
Dijksterburen -
Foekje Dillema -
Doar -
Dobbe -
Dockingacollege -
Sikke Doele -
Dokkum -
Dokkumer Ee -
Dokkumer koffie -
Dokkumer Lokaaltje -
Dokkumer Nieuwe Zijlen -
Dokkumer Wouden -
Domela Nieuwenhuis -
Dongeradeel -
Dongjum -
Doniaburen -
Doniaga -
Doniawerstal -
Donkerbroek -
Doopsgezinde Kerk (Heerenveen) -
Dorismooltsje -
Drachten -
Drachtstercompagnie -
Drachtster Lyceum -
De Dream -
Drents-Friese Wold -
Drie Tolhekken -
Drieboerehuizen -
Driehuistervaart -
Driesum -
Drogeham -
Dronrijp -
Durk van der Duim -
Dúvelsrak -
Wim Duisenberg -
Duurswouderheide -
Waling Dykstra

## E
Echten -
Echtenerbrug -
Edens -
Edensermolen -
Edufrysk -
Ee (Dongeradeel) -
Ee (Gaasterland-Sloten) -
Ee (IJlst) -
Wopke Eekhoff -
Eeltjemeer -
Eemswoude -
De Eendracht (Anjum) -
De Eendracht (Kimswerd) -
Eernewoude -
Eesterga -
Eestrum -
Egypte -
Eise Eisinga -
Elahuizen -

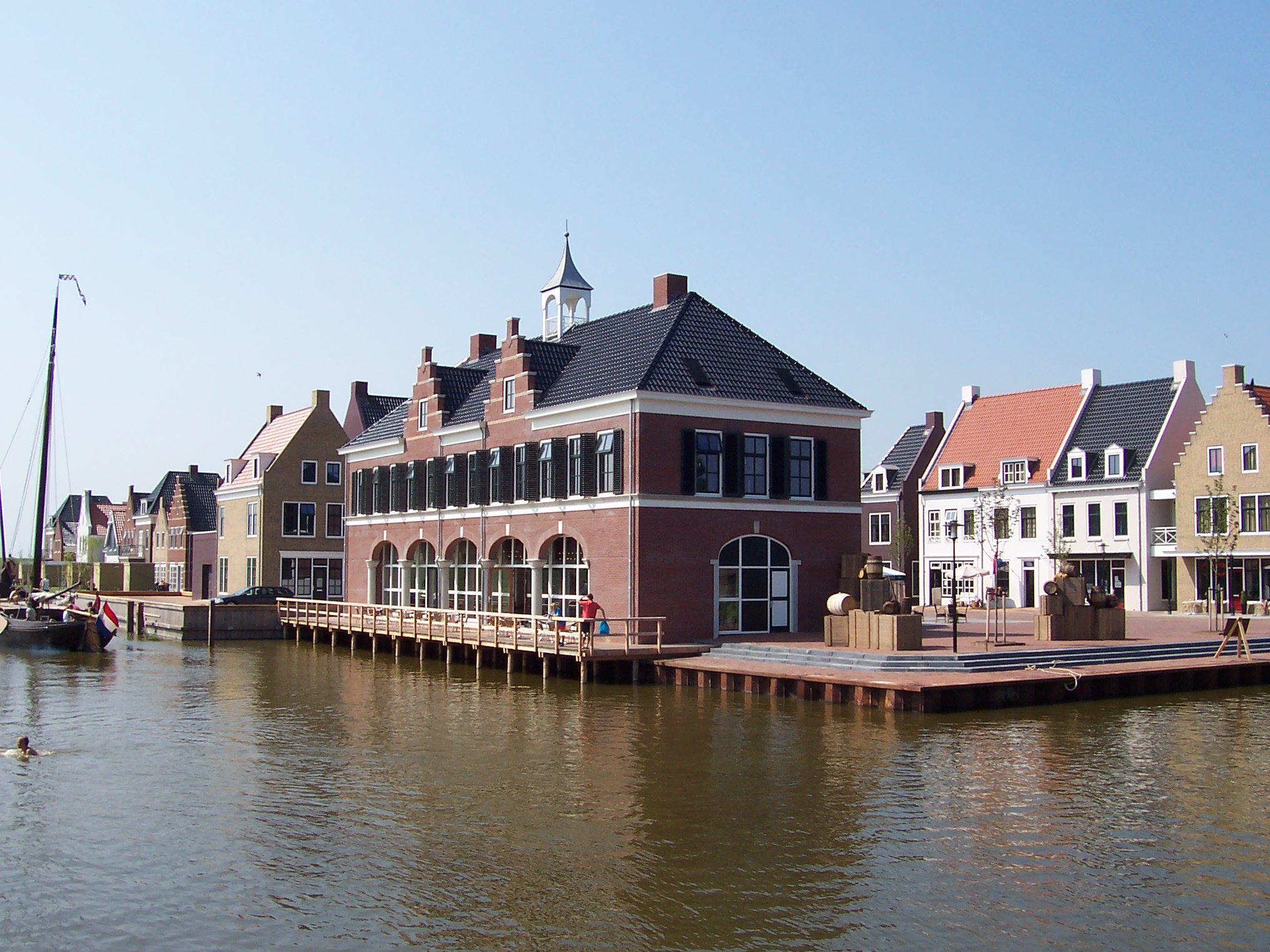
Esonstad

De Friesche Elf Steden (vereniging) -
Friese elf steden -
Elfstedenkruisje -
Elfstedentocht -
Elfstedentocht (roeien) -
Elfstedentocht (fietsen) -
Elleboog -
Elsloo -
Engelenvaart -
Engelsmanplaat -
Engelum -
Engwierum -
Epema State -
ESA -
Esonstad -
Europalaankerk -
Europaplein (Leeuwarden) -
EVT -
Exmorra -
Exmorrazijl -
Eysinga State -
Ezonstad -
Ezumakeeg -
Ezumazijl

## F
Farsk -
Fatum -
Faustus te Leeuwarden -
Anne Feddema -

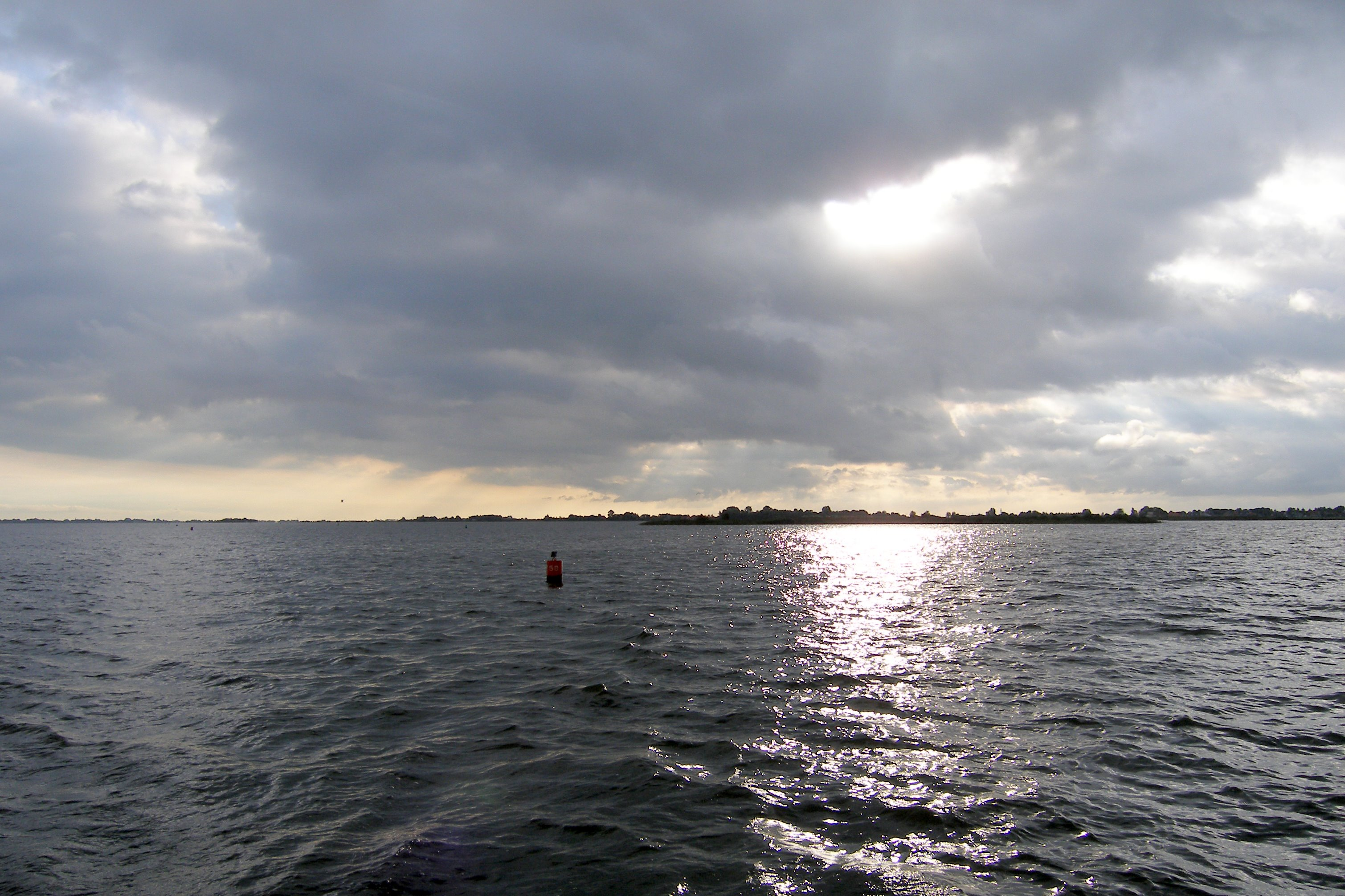
De Fluessen

Federaasje fan Fryske Studinteferienings -
Thijs Feenstra -
Ferneamde Friezen -
Ferwerd -
Ferwerderadeel -
Ferwoude -
Fierljeppen -
Filmhuis Leeuwarden -
Finkum -
Firdgum -
Fjirtum -
Flansum -
FLMD -
Fluessen -
FNP -
Fochteloo -
Fochteloërveen -
Fochteloërverlaat -
Fogelsangh State -
Follega -
Folsgare -
Fonejachtbrug -
Fons -
Formerum -
Koos Formsma -
Fosite -
Foudgum -
Freulepartij -
FRAM -
Franeker -
Franekeradeel -
Franekervaart -
Frankrijk -
Sint-Fredericuskerk -
Frederik van Hallum -
Cornelis Frederiks -
Friens -
Fries (taal) -
FriesArchiefNet -
Fries Film Archief -
Fries Genootschap -
Frysk Letterkundich Museum en Dokumintaasjesintrum -
Fries Museum -
Fries Scheepvaart Museum -
Fries Zomerpeil -
Fries-Hollandse oorlogen -
Friesch Dagblad -
Friesche IJsbond -
Friesche sagen -
Friese Raad voor Heraldiek -
Friesche Vlag -
Frieschepalen -
Friese adelaar -
Friese alfabet -
Friese Anjer -
Friese beweging -
Friese boezem -
Friese Hempolders -
Friese herindeling van 1984 -
Friese Kustpad -
Friese literatuur -
Friese merengebied -
Lijst van Friese meren -
Friese nagelkaas -
Friese Pers Boekerij -
Friese Persprijs -
Friese Poort -
Friese schuur -
Friese staartklok -
Friese stoelklok -
Friese talen -
Trams in Friesland -
Lijst van Friese wateren -
Friese Wouden -
Friesen-droapen -
Friesland -
Friesland Foods -
Friesland in brede zin -
Fries-Drentse oorlog -
Friezen -
Friezenkerk -
Frisisme -
Froskepôlemolen -
Frysk Fanfare Orkest -
Frysk Hynder -
Frysk Orkest -
Frysk Ynternasjonaal Kontakt -
Fryske Akademy -
Fryske Rie -
Fryske Rie foar Heraldyk -
It Fryske Boek -
It Fryske Gea -
Fryske dúmkes -
De Fûke -
.fy

## G
Gaast (Wonseradeel) -
Gaastmeer -
Gaasterland (gebied) -
Gaasterland (gemeente) -
Gaasterland-Sloten -
De Gans (molen) -
Gauw -
Garijp -
Wybrand de Geest -
Geestmermeer -
Geestmermeermolen -
Geeuw (rivier) -
Geeuwpolder -
Geeuwpoldermolen -
Gemaal Dongerdielen -
Gemaal Echten -
Gemalen in Friesland -
Gemeenten in Friesland -
Genezareth -
Genum -
Roorda van Genum -
Pieter Gerbrandy -
Gerkesklooster -
Gersloot -
Ges -
Geschiedenis van Friesland -
Geschiedenis van Leeuwarden -
Giekerk -
Goënga -
Goëngahuizen -
Goëngarijpsterpoelen -
Hylkje Goïnga -
Go-gol -
Goingarijp -
De Gooyer -
Gorredijk -
Gorredijksterweg -
De Gouden Swipe -
Goutum -
Goutumer Oudlandsweg -
Friese gouverneurs en CdK's -
GPTV -
Gracht -

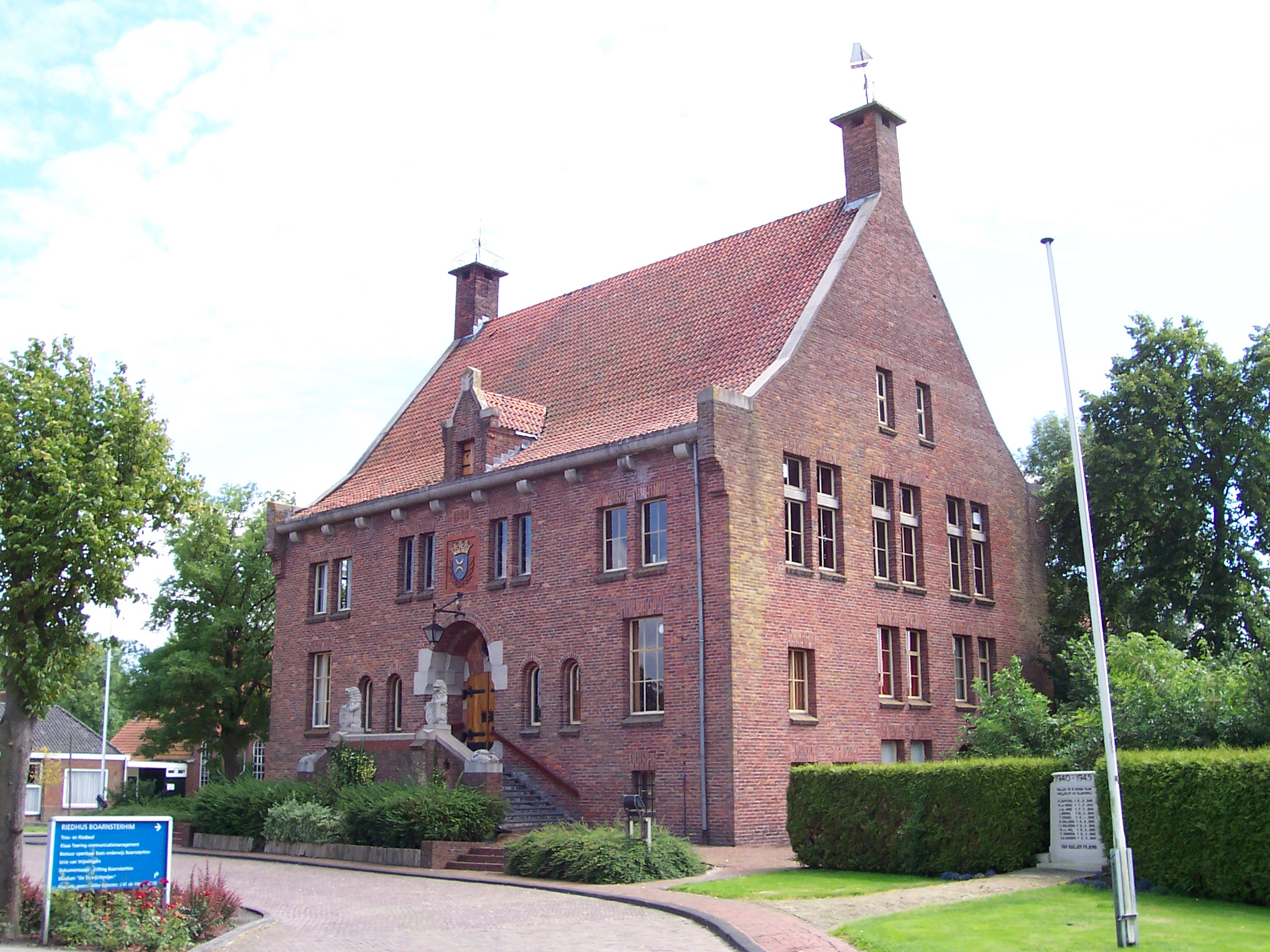
Grouw, gemeentehuis Boornsterhem

Grafkelder van de Friesche Nassau's -
Rients Gratama -
Grauwe Kat -
De Greiden -
Greonterp -
Grevensmolen -
Griend -
grietenij -
grietman -
Griltjeplak -
Tiemen Groen -
De Groene Molen -
Groenedijk c.a. -
Groningerstraatweg -
Groote Wierumerpolder -
Grote Molen (Broeksterwoude) -
Grote Molen (Marrum) -
Sietze de Groot -
Tjaard de Groot -
Willem Cornelis de Groot -
Groot Medhuizen -
Groot Terhorne -
Groote Brekken -
Groote Wielen (meer) -
Groote Wielen (natuurgebied) -
Grote of Jacobijnerkerk -
Grote of Sint-Gertrudiskerk -
Grote of Martinikerk -
Grote of Sint-Martinuskerk -
Grote Pier -
Grouw -
Gudsekop -
Gundebold

## H
Haak om Leeuwarden -
Foppe de Haan -
Haanmeer -
Haensmolen -
Hainje -
Joast Halbertsmapriis -
Halfweg (Terschelling) -
Hallum -
Hallumerhoek -
Haneburen -
Jan Hannema -
Hannemahuis -
Hantum -
Hantumermolen -
Hantumhuizen -
Hantumeruitburen -
Hardegarijp -
Onno Zwier van Haren -
Willem van Haren -
Van Harenskerk -
Harich -

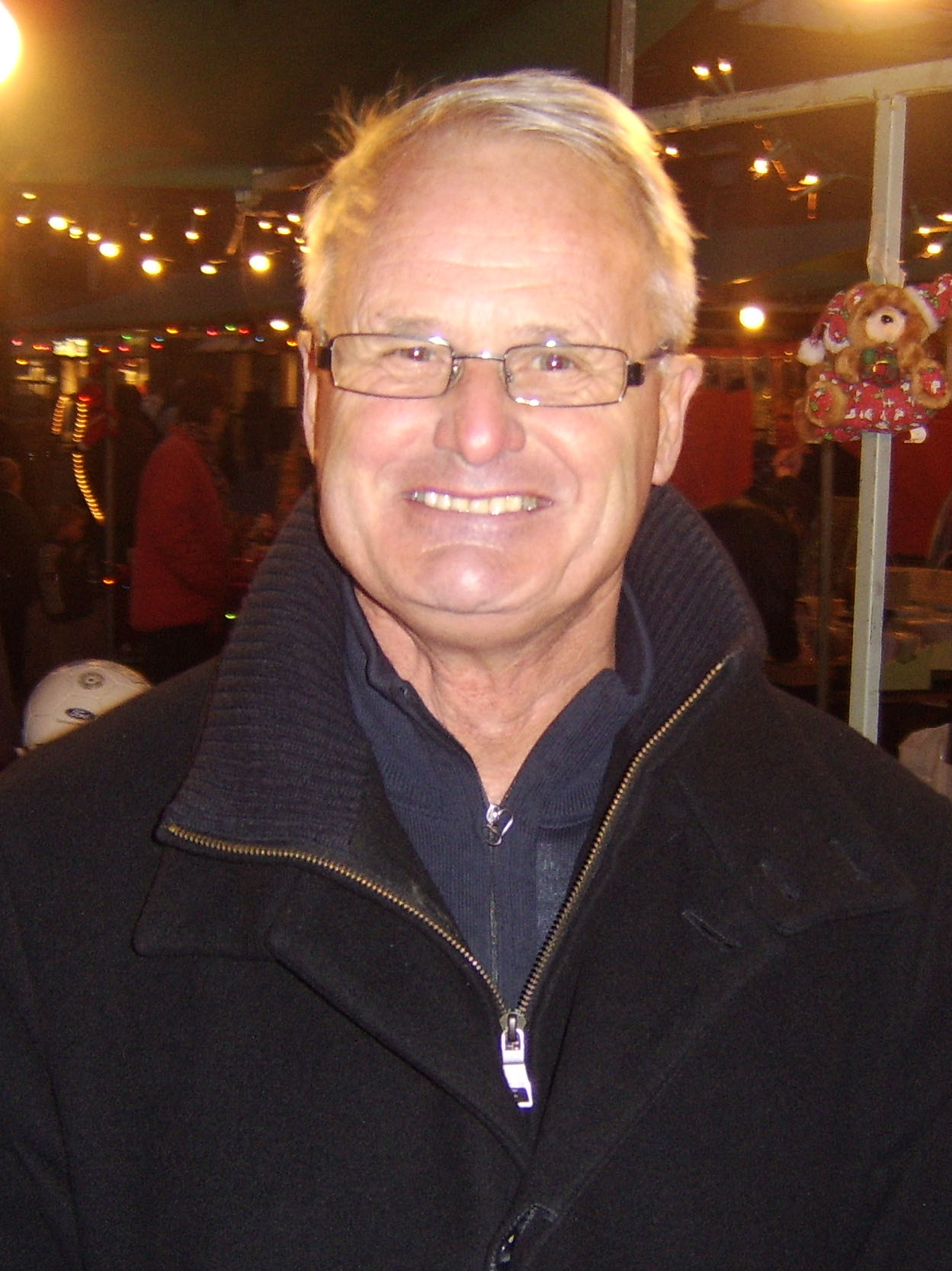
Foppe de Haan

Binnert Philip van Harinxma thoe Slooten -
Van Harinxmakanaal -
Harkema -
Harkemase Boys -
Harlingen (gemeente) -
Harlingen (stad) -
Harlinger Aardewerk en Tegelfabriek -
Harlinger Courant -
Harlinger Strand -
Harlinger Visserijdagen -
Harlingervaart (Bolsward) -
Harlingers -
Harlingerstraatweg (Leeuwarden) -
Harlingertrekvaart -
De Harmonie (Leeuwarden) -
Harsta State -
Hartwerd -
Haskerdijken -
Haskerhorne -
Haskerland -
Haskerwijd -
Hatsumermolen -
Haule -
Haulerpolder -
Haulerwijk -
Haulerwijkstervaart -
Havank -
Havenkraan (Harlingen) -
Hee -
Heechhiem (Deinum) -
Heechhiem (Goëngahuizen) -
Heechhout -
Heeg -
Heegermeer -
Heerenborg c.a. -
Heerenveen (gemeente) -
Heerenveen (plaats) -
sc Heerenveen -
Heerenveense Courant -
Heeresloot -
Heerlijkheid Friesland -
Hegewiersterfjild -
De Heide (Heerenveen) -
It Heidenskip -
Heilige Geestkerk -
Hemelum -
Hemelumer Oldeferd -
Hempens -
Hempensermeer -
Hempensermeerpolder -
Hempenserpoldermolen -
Jacob Hepkema -
Mindert Hepkema -
Hepkema's Courant -
Hemrik -
Hemrikerverlaat -
Hennaard -
Hennaarderadeel -
Henshuizen -
Herbaijum -
Jan Herder -
Heringastate -
De Hersteller -
Hervormde kerk van Aalsum -
Het Hooghout -
Eeltsje Hettinga -
Hiaure -
Hichtum -
Nynke van Hichtum -
Hidaard -
Hidaarderzijl -
De Hiemerter Mole -
Gerrit Hiemstra -
Hierum -
Hieslum -
Hijlaard -
Hijum -
Johannes Hilarides -
Himmole -
Himriksmole -
Hindeloopen -
Hindeloopers -
Historisch Centrum Leeuwarden -
Hitzum -
Hjir -
Hoek -
Eric Hoekstra -
Minne Hoekstra -
Rein Jan Hoekstra -
De Hoeve -
Het Hofland -
Henk Hofstra -
Hogebeintum -
Hogebeintumermolen -
Franciscus Holkema -
De Holken -
Hollanderwijk -
Hollum -
Holwerd -
Frâns Holwerda -
Hommerts -
Hommerts-Sneek -
De Hond (waterschap) -
De Hond (windmolen) -
hoofdeling -
Hoogeduurswoude -
Hooglandgemaal -
Molen Hoogland -
't Hoogezand -
Hoogste gebouwen van Leeuwarden -
Hoogzand -
De Hoop (Dokkum) -
De Hoop (Holwerd) -
De Hoop (Roodkerk) -
De Hoop (Stiens) -
De Hoop (Suameer) -
Hoorn -
Hoornsterzwaag -
Hoptille -
Horp -
Houkesloot -
Lolle van Houten -
Ulbe van Houten -
Houtigehage -
Anno Houwing -
Hoytema State -
Huins -
Huinsermolen -
Jopie Huisman -
Jopie Huisman Museum -
Saakje Huisman -
Huize Voormeer -
Arjan Hut

## I
Idaard -
Idaarderadeel -
Idsegahuizum -
Idserdaburen -
Idskenhuizen -
Iduna -
Idzega -
Idzegaasterpoel -
IJlst (gemeente) -
IJlst -
IJsbrechtum -
IJshal Leeuwarden -
IFKS -
De Ikkers -
Indijk (Wymbritseradeel) -

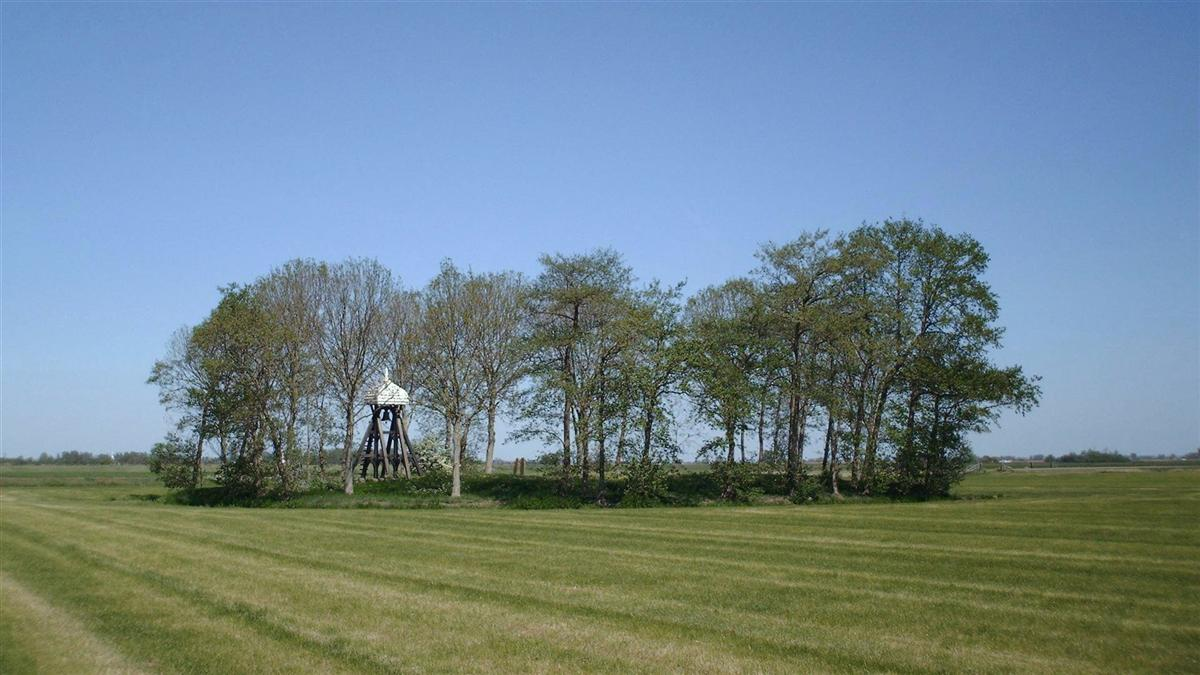
Indijk (Wymbritseradeel)

Inpolderingen in Zuidwest-Friesland -
Irnsum -
Irnsumerveld -
Itens -
De Izeren Ko

## J

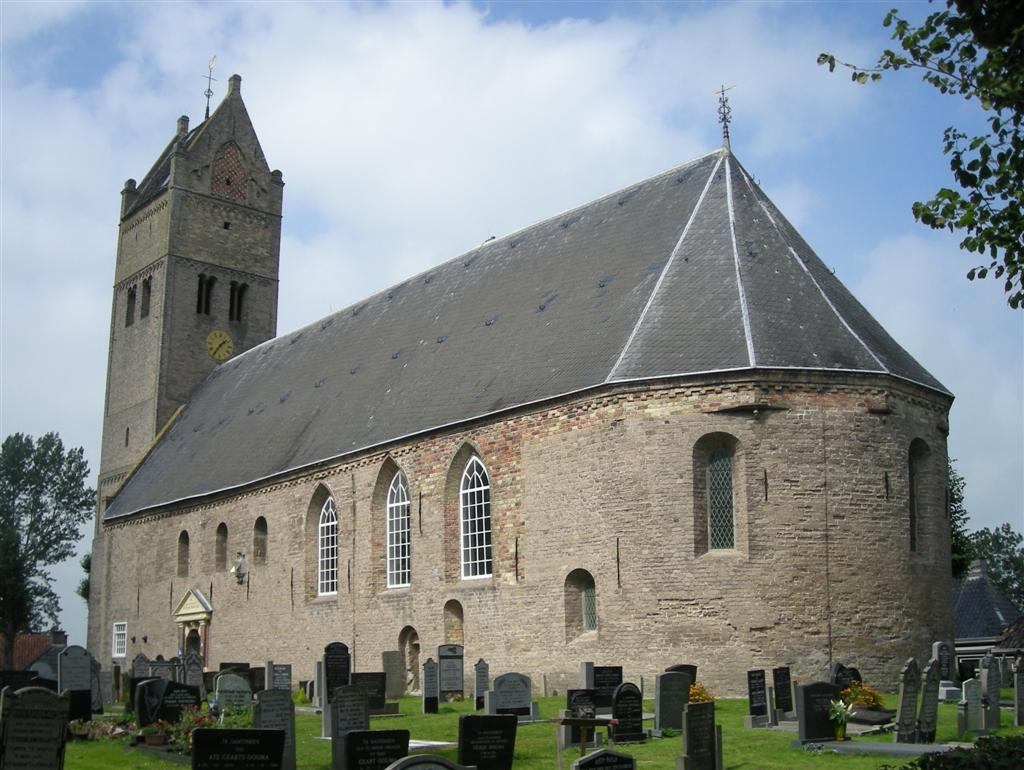
Kerk van Jorwerd

Jabikspaad -
De Jager -
Klaas Jansma -
Jansmolen -
Janssenstichting -
Janum -
Gysbert Japicx -
Gysbert Japicxpriis -
Jardinga -
Wijerd Jelckama -
Piter Jelles -
Piter Jellespriis -
Jellum -
Jellumer- en Beersterpolder -
Jellum-Boxum -
Jelsum -
Jeltesloot -
Jeruzalem (Gerkesklooster)
Jislum -
Jitiizer -
Johan Frisosluis -
Johan Frisokanaal -
De Jokse -
Steven de Jong -
Tonny de Jong -
Jongema State -
Jonkershuizen -
Jonkersland -
Reitze Jonkman -
Joodse begraafplaats (Workum) - 
Rely Jorritsma -
Rely Jorritsmapriis -
Jorwerd -
Jorwerd (kerk) -
Joure -
Jouster Merke -
Jousterp -
Anna Joustra -
Jouswerd -
Jouswier -
Sint-Jozefkerk -
Jubbega -
Jubbega-Schurega -
Junior Rely -
Jutrijp -
Juwsma State

## K
De Kaai -
Kaard -
Kaatsen -
Nanne Kalma -
Kameleondorp -
Kampen (Wonseradeel) -
Katlijk -
Het Katlijker Schar -
Kerk aan de Fok -
Kerken in Friesland -
Kerk van Buitenpost -
Kerstvloed -
Atje Keulen-Deelstra -
Kiesterzijl -
Ebbing Kiestra -
De Kievit -
Kimswerd -
Jitske Kingma -
Kingmatille (buurtschap) -
Kingmatille (windmolen) -
Kinnum -
Kistwurk -
Klaarkamp -
Klaarkampstermolen -
De Klaver -
Klazinga -
Eelco Nicolaas van Kleffens -
Kleifries -
Kleilânsmole -
Klein Groningen -
Kleine Gaastmeer -
De Kleine Molen -
Kleinegeest -
Kleistreek -
Kleiterpstermolen -
De klokken van Sint Odolf -
Klokkenstoelen in Friesland -
Klooster-Lidlum -
Simke Kloostermanpriis -
Kloosters in Friesland -
Kneppelfreed -
De Knipe -
Koartwâld (molen) -
KNKB -
Jacobus Knol -
De Knolle -
Knooppunt Drachten -
Knooppunt Joure -
Knooppunt Heerenveen -
Knottekistje -
Koegelwieck (natuurgebied) -
Koegelwieck (schip uit 1992) -
Koehool -
De Koelanden -
De Koerier -
Koffiemolen -
Koevordermeer -
Kolderwolde -
Kollum -
Kollumer oproer -
Kollumerland c.a. -
Kollumerpomp -
Kollumerpompsters -
Kollumers -
Kollumerzwaag -
Kolonelsdiep -
Konijnenbuurt -

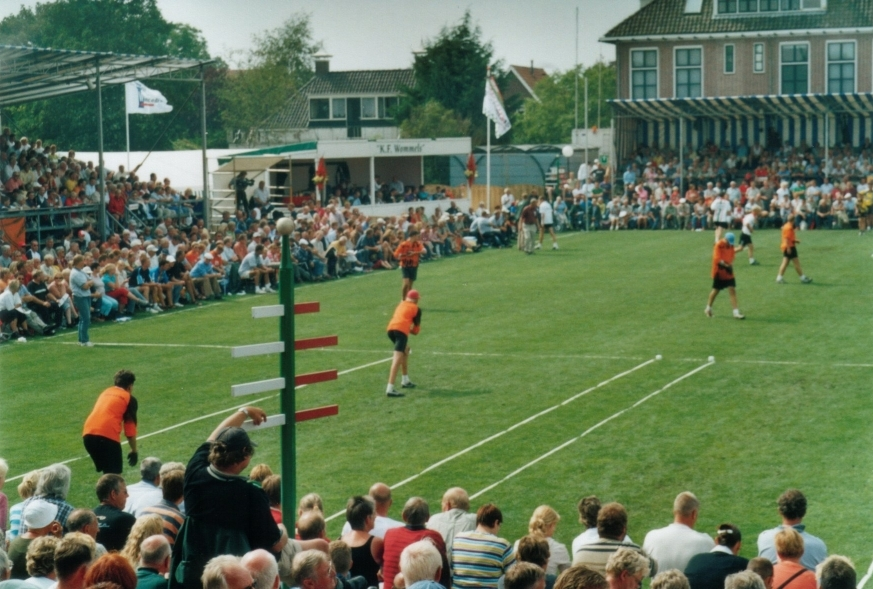
Kaatsen

Koninklijke Vereniging De Friesche Elf Steden -
Marten van der Kooij -
Kooihuizen -
Kooiplaats -
Jack Kooistra -
Jan Kooistra -
Theodorus van Kooten -
Kootstertille -
Kop-hals-rompboerderij -
Koperative Utjowerij -
Kornwerderzand -
De Korenaar (Sexbierum) -
Kortehemmen -
Koudenburg -
Koudum -
Koufurderrige -
Haije Kramer -
Sven Kramer -
Yep Kramer -
Kramersmolen -
Krips en Molenaar -
Doutzen Kroes -
Henk Kroes -
Jaap Krol -
Jan Kromkamp -
Kroonpolders -
Kruiskerk -
Kruiswaterbrug -
Krúsrak -
Kubaard -
Kuise zusterkoeken -
Kwartieren van Friesland

## L

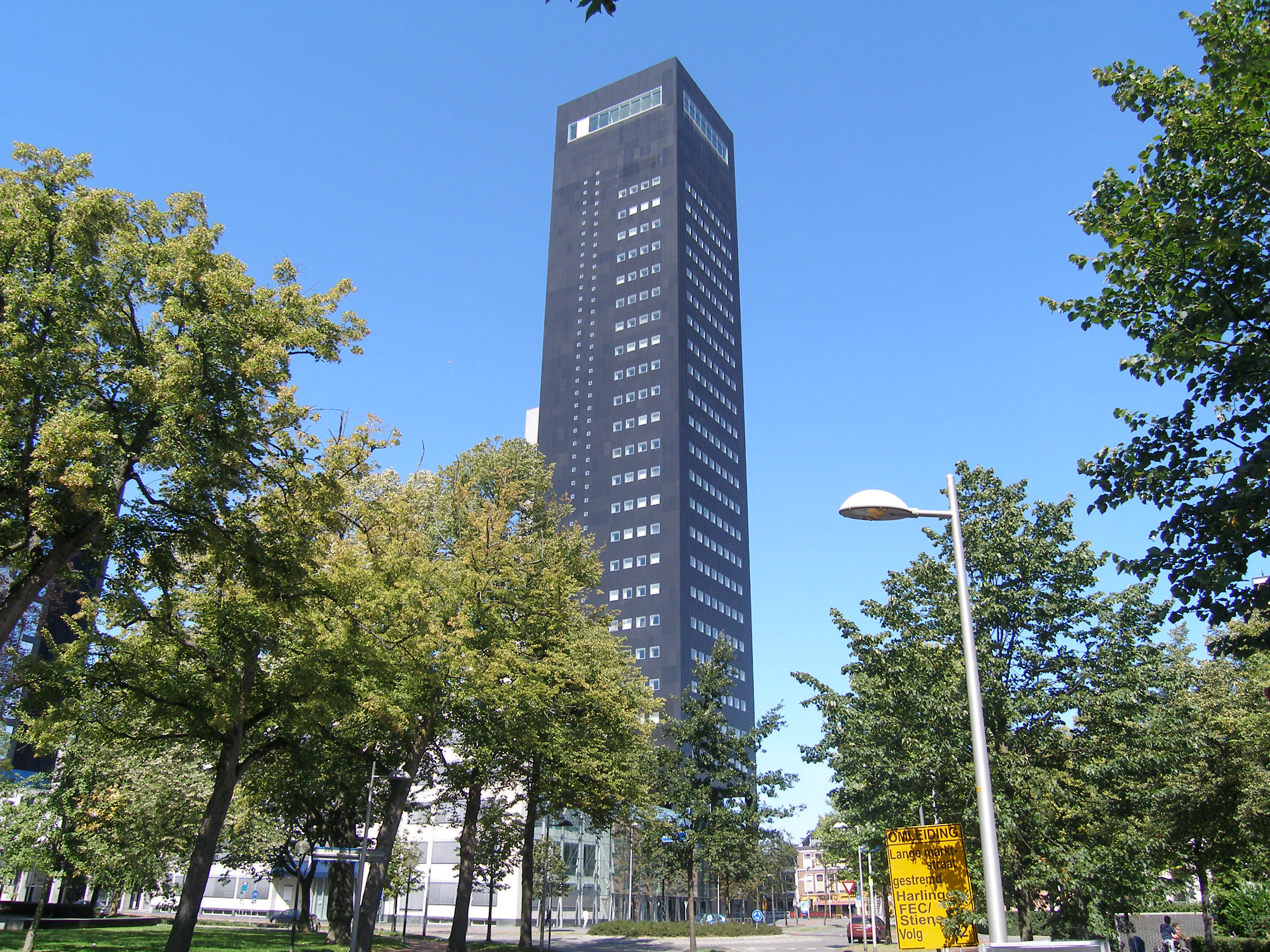
Leeuwarden, Achmeatoren

Laagduurswoude -
Laaxum -
LAB -
't Lam -
Landerum -
Landerumerheide -
Het Lang Deel -
Langdeel -
Ernst Langhout -
Langedijke -
Langelille -
Langezwaag -
Langweer -
Langweerderwielen -
Langwert -
Lauswolt -
Lauwers -
Lauwersmeer -
Lauwersmeer (NP) -
Lauwersseewei -
Lauwerssluizen -
Lauwerszee -
Nynke Laverman -
Karst Leemburg -
Leeuwarden (gemeente) -
Leeuwarden (stad) -
Leeuwarder Courant -
Leeuwarderadeel -
Legemeer -
De Leijen -
Lekkum -
Lemmer -
Lemsterland -
Lemstersluis -
Abe Lenstra -
Abe Lenstra Stadion -
Lenten -
Leppedijk -
Lichtaard -
Lies -
Liet -
Linde -
Lioessens -
Lions -
Lippenhuizen -
Littenseradeel -
Loënga -
Lollum -
Longerhouw -
Lorentzsluizen -
Willem Loré -
Willem Lorésluis -
Lourdesgrot -
Luchtenveld -
Sint-Luciavloed (1287) -
Luchtwachttoren Oudemirdum -
Sint-Ludgeruskerk -
Luinjeberd -
Lutjelollum -
Lutkewierum -
Luts -
Luxwoude -
Pieter Lycklama à Nijeholt -
Lycklama state -
Lycklamavaart -
Lyndensteyn -
Lytshuizen -
Lytse Griene

## M
Magister Alvinus -
Magnusvaan -
Makkinga -
Makkum -
Makkumerdiep -
Makkumermeer -
Mallegraafsgat -
Mantgum -
Marchjepolle -
Mariëngaarde -

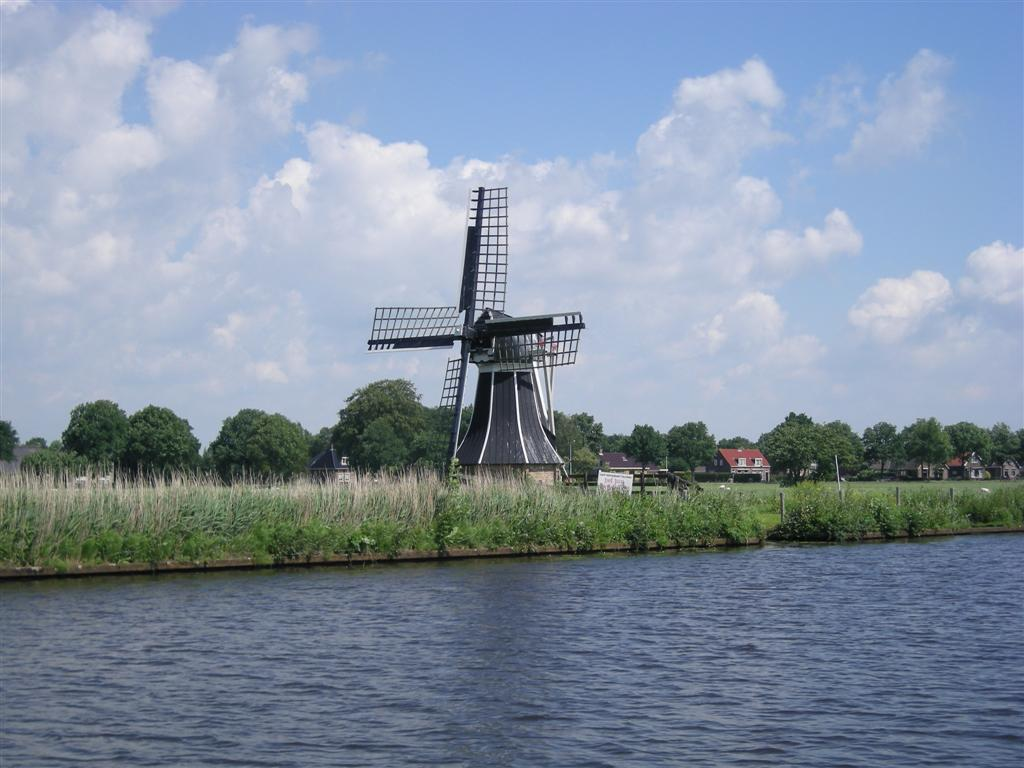
Mildam, Tjongermolen

Maritiem Instituut Willem Barentsz -
Maritieme Academie Harlingen -
Marlannen -
De Marmeermin -
Marne -
Marne-Middelsee -
Marrum -
De Mars (De Blesse) -
Marssum -
Marssumermolen -
Martena State (Beetgum) -
Martena State (Cornjum) -
Martinikerk -
Sint-Martinuskerk (Roodhuis) -
Sint-Martinuskerk (Sneek) -
Mata Hari -
Medisch Centrum Leeuwarden -
Meerswal -
Lodewijk Meeter -
Melkema State -
Mellemolen -
Menaldum -
Menaldumadeel -
Mercuriusfontein -
Messingklopper -
Metslawier -
Sint-Michaëlkerk -
Christoffel Middaghten -
Middelsékrite -
Middelzee -
Midlum -
Midsland -
Midsland-Noord -
Midsland aan Zee -
Midslands -
Miedenmolen -
Miedum (Franekeradeel) -
Miedum (Leeuwarden) -
Mildam -
Minnertsga -
Mirns -
Mirnser Klif -
De Moanne -
Moddergat -
Modderige Bol -
Molen Hoogland -
Molenend -
Molens in Friesland -
Stichting Molens in bedrijf -
Stichting Molens in Menaldumadeel -
Molkwerum -
De Monden -
Monnikenburenmolen -
Morra (meer) -
Morra (plaats) -
Moskou (Ooststellingwerf) -
Tiny Mulder -
Munnekeburen -
Munnekezijl -
Munnikezijlsterried -
De Mûnts -
Murk -
Murmerwoude -
Museum 't Behouden Huys -
Museum Belvédère -
Museum Hindeloopen -
Museum Martena -
Museum Opsterland -
Museum Willem van Haren

## N

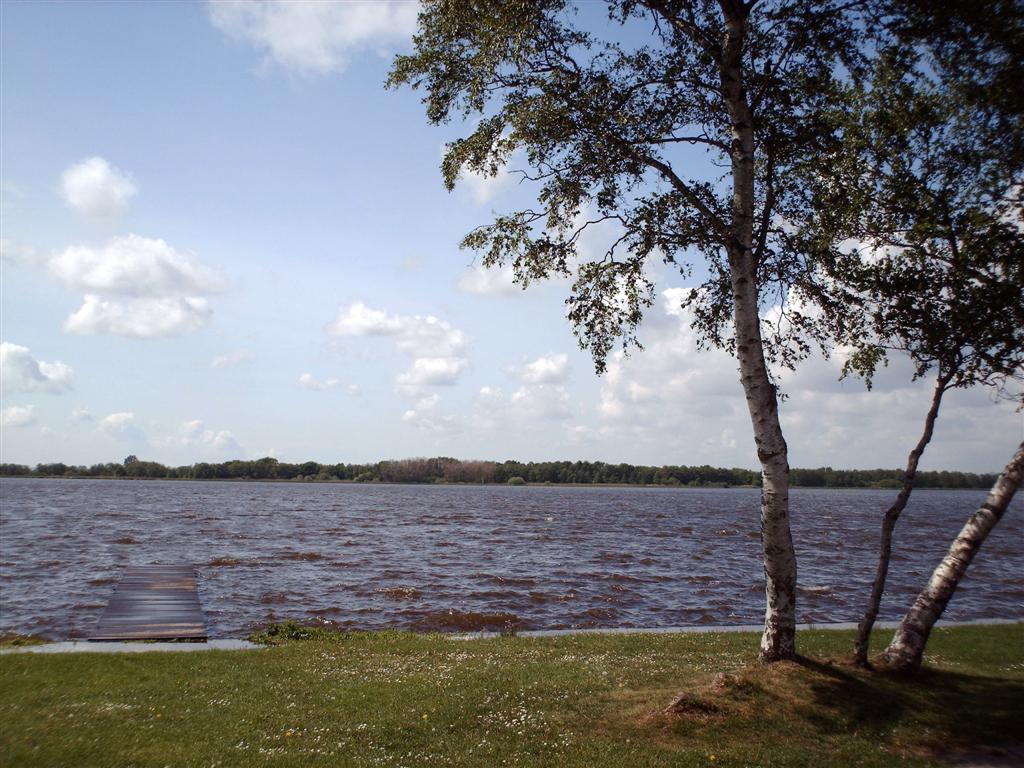
Nannewijd

N31 -
N351 -
N353 -
N354 -
N355 -
N356 -
N357 -
N358 -
N359 -
N361 -
N369 -
N380 -
N381 -
N384 -
N392 -
N393 -
N712 -
N910 -
N918 -
N919 -
N924 -
N927 -
N928 -
NACO -
Nannewijd -
Nanninga -
Nanningabrug -
Nanningaverlaat -
Nationaal Modelspoor Museum -
Natuurmuseum Fryslân -
Jeen Nauta -
Nederlands-Indië Monument -
Neogotische kerken in Friesland -
Nes (Ameland) -
Nes (Boornsterhem) -
Nes (Dongeradeel) -
NFLS -
NHL Hogeschool -
Niawier -
Sint-Nicolaaskerk -
Nicolaaskerk (Vlieland) -
Nieuw Amerika -
Nieuwe Aanleg -
Nieuwe Bildtdijk -
Nieuwe Encyclopedie van Fryslân -
Nieuwe Heerenveense Kanaal -
Nieuwe Vaart (Ooststellingwerf) -
Nieuwebrug -
Nieuwehorne -
Nieuweschoot -
Nieuwlandsweg -
Nij Altoenae -
Nij Beets -
Nije Borgkrîte -
Nijeberkoop -
Nijega -
Nijefurd -
Nijehaske (plaats) -
Nijehaske (wijk) -
Nijeholtpade -
Nijeholtwolde -
Nijehove -
Nijelamer -
Nijemirdum -
Nijetrijne -
Nijezijl -
Nijhuizum -
Nijland -
Nijland c.a. -
Nijlânnermolen -
NOF -
Noordbergum -
Noordelijke huisgroep -
Noorderlicht (fotomanifestatie) -
Noordertoren (Schiermonnikoog) -
Noorderzijlvest -
Noordsvaarder -
Noordwolde -
Noordwolde-Zuid -
Danny Noppert -
NTM

## O

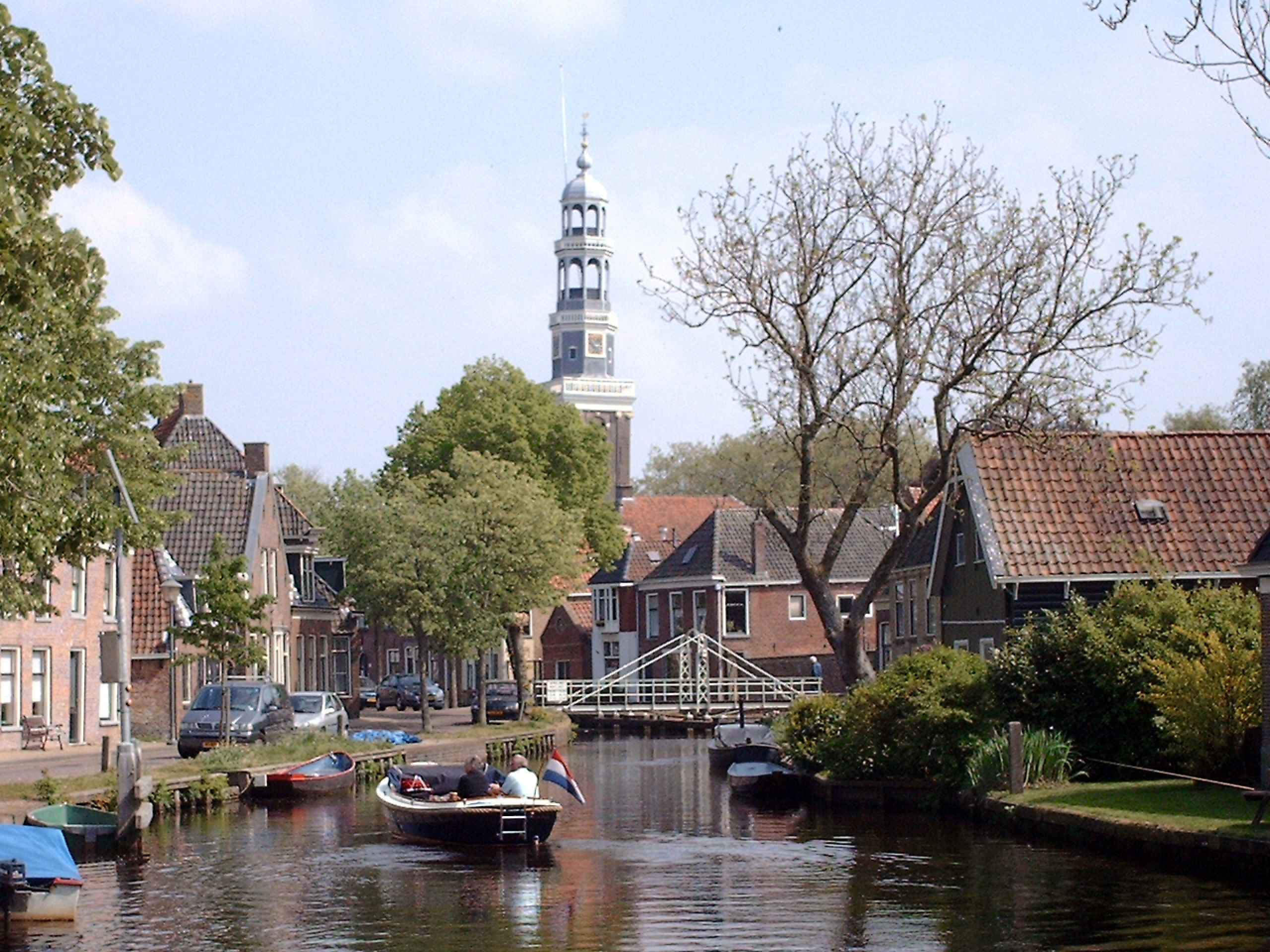
Oldeboorn

Oan Schylge -
Odins stad -
Sint-Odulphuskerk -
Oegekloostermolen -
Oenemastate -
Oenkerk -
Oerol -
Offingawier -
Old Burger Weeshuis (Sneek) -
Oldeberkoop -
Oldeboorn -
Oldeholtpade -
Oldeholtwolde -
Oldehove (dorp) -
Oldehove (gebouw) -
Oldelamer -
Oldemarkt -
Oldeouwer -
Oldetrijne -
De Olifant -
Olterterp -
Omrop Fryslân -
De Onderneming -
Onze Lieve Vrouwe van Leeuwarden -
Onze-Lieve-Vrouwe van Sevenwouden -
Oorlogsmonument Heerenveen -
Oost-Vlieland -
Oostdongeradeel -
Oosterbierum -
Oosterend (Littenseradeel) -
Oosterend (Terschelling) -
Oostergo -
Oosterlittens -
Oostermeer -
Oosternijkerk -
Oosterstreek -
Oosterwierum -
Oosterwierumer Oudvaart -
Oosterwolde -
Oosterzee -
Oosterzee-Buren -
Oosthem (buurtschap) -
Oosthem (dorp) -
Oostmahorn -
Oostrum -
Ooststellingwerf -
Oostwoud -
Opeinde -
Openluchtspel -
Operaesje Fers -
Oppenhuizen -
Oppenhuizen c.a. -
Opsterland -
Opsterlandse Compagnonsvaart -
Oranje (Minnertsga) -
Oranjekoek -
Oranjewoud -
Oranjewoud (Parkgebied) -
Oranjewoudfontein -
Oranjestein -
Osinga State -
Osingahuizen -
Oudebildtdijk -
Oudebildtzijl -
Oude Leije -
Oude Schouw -
De Oude Venen -
Oude Willem -
Oudebildtzijl -
Oudega (Gaasterland-Sloten) -
Oudega (Smallingerland) -
Oudega (Wymbritseradeel) -
Oudegaasterbrekken -
Oudehaske -
Oudehorne -
Oudemirdum -
Oudeschoot -
Oudfries -
Oudhof -
Oudkerk -
De Oudkerkermolen -
Oudwoude -
Ouwster-Nijega -
Ouwsterhaule -
De Overtuin

## P

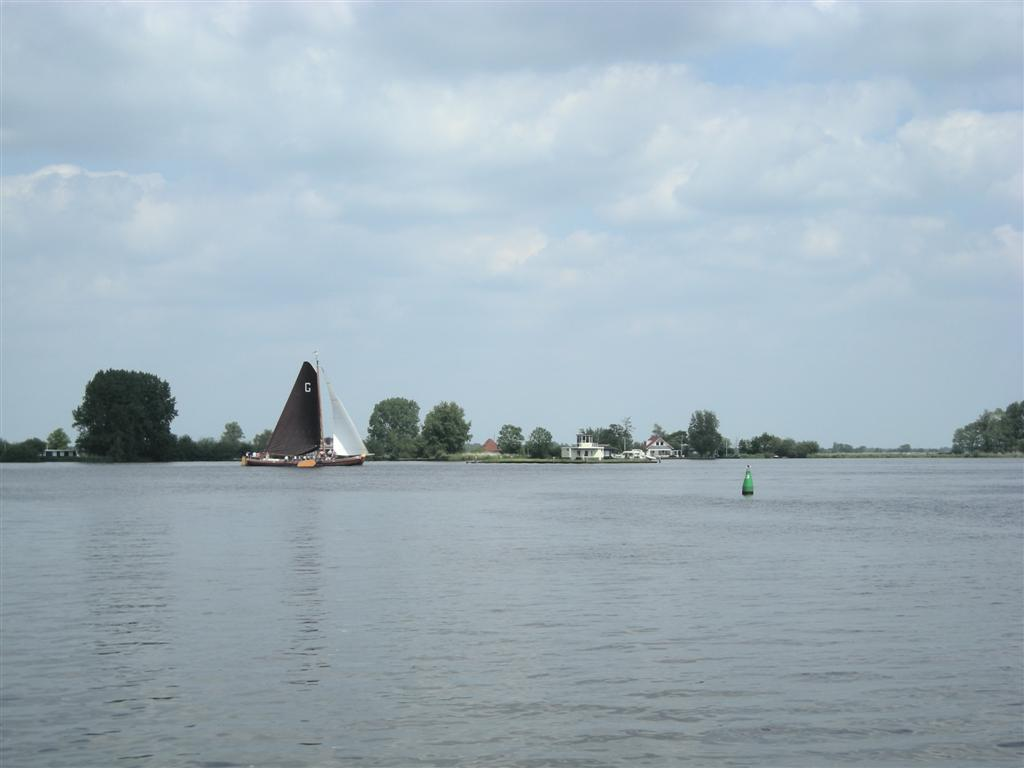
Pikmeer, Grouw

Fries paard -
Pankoekstermolen -
Paleis van Justitie -
Pier Pander -
Pier Pander Museum -
Piet Paaltjens -
Paesens -
Van Panhuyskanaal -
Parrega -
Parregaastermeer -
partuur -
Patriottentijd in Bolsward -
Pelikaankerk -
Piet Paulusma -
PC (kaatsen) -
Pean -
Peins -
Penninga's Molen -
Peperga -
Petersburg -
De Phenix (Marrum) -
De Phenix (Nes)
Piaam -
Pietersbierum -
Theo Pijper -
Pikmeer -
Pingjum -
Pingjumer Gulden Halsband -
Piter Jelles -
Piter Jelles (scholengemeenschap) -
Plaatsen in Friesland -
Planetarium Eise Eisinga -
Durk van der Ploeg -
Syb van der Ploeg -
De Poelen -
Polderhoofdkanaal -
Pomp -
Pompeblêd -
Pondemaat -
Ype Poortinga -
Poppingawier -
Poppo van de Friezen -
Poptaslot -
Posthuis Theater -
Gerriet Postma -
Ids Postma -
Obe Postma -
Obe Postmapriis -
Het Potschar -
Praat mar Frysk -
Prandinga -
Princehofmolen -
Princessehof -
Prinsentuin -
Prinses Margrietkanaal -
Prinses Margrietsluis -
Profronde van Surhuisterveen -
Prostitutie in Leeuwarden -
Provinciale Friese Dambond -
Provinciehuis -
Provinsje Fryslân

## Q
Qbuzz - Quatrebras

## R
Raard -
Radboud -
Radio Stad Harlingen -
De Rat -
Rauwerd -
Rauwerderhem -
Ravenswoud -
Recht in Friesland -
Redbald en Wulfram -
Rederij Doeksen -
Rederij Wadden Transport -
Reidswal -
De Reiger -
Reitsum -
Rengers -

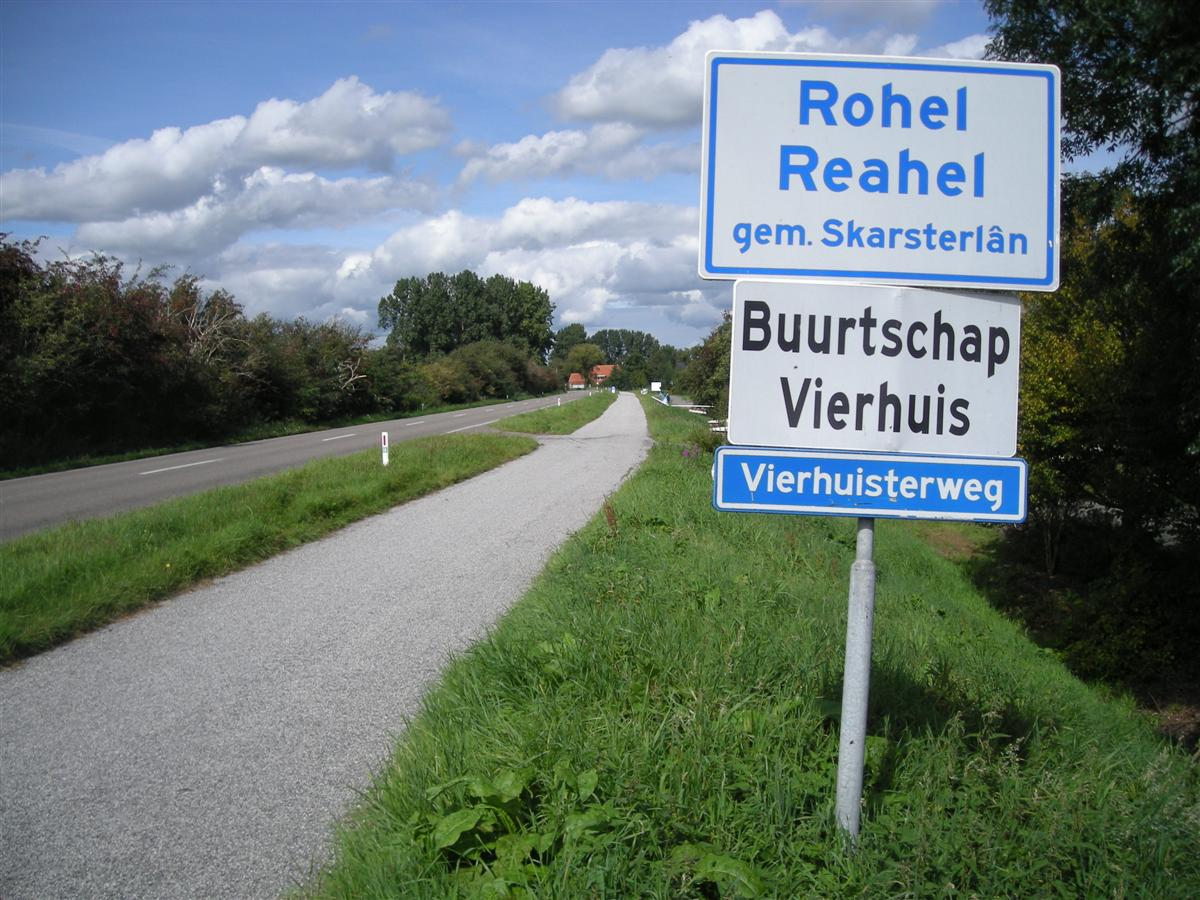
Rohel

Age Johan Looxma van Welderen Rengers -
Mr. Bernard Egbert Sjuck van Welderen Rengers -
Bernard Walraad van Welderen Rengers -
Egbert Sjuck Gerrold Juckema van Burmania Rengers -
Johan Edzart van Welderen Rengers -
Justinus Sjuck Gerrold Juckema van Burmania Rengers -
Lamoraal Joachim Johan Rengers -
Sjuck van Burmania Rengers -
Mr. Sjuck van Welderen Rengers -
Theo van Welderen Rengers -
Rengerspark -
De Rentmeester -
Rewerd -
Richel -
Ried (Franekeradeel) -
Ried fan de Fryske Beweging -
Trinus Riemersma -
Rien -
Sieds Johannes Rienks -
Riensluis -
De Riete -
De Rietvink -
Het Rif (Engelsmanplaat) -
Het Rif (Schiermonnikoog) -
Rijperkerk -
Rijtseterp -
Rijs -
Rijsberkampen -
Rijsterbos -
Ring Leeuwarden -
Ringwiel -
Rinsma State -
Rinsumageest -
Rispenserpoldermolen -
Rintje Ritsma -
Ritsumazijl -
Rixt -
Rixt van Oerd -
Caspar de Robles -
Rodeklif en Kreil -
Arjen Roelofs -
Rohel (Achtkarspelen) -
Rohel (De Friese Meren) -
Rombertus van Uylenburgh -
Thomas Romein -
Rolpaal -
RONO -
Lucas Pieters Roodbaard -
Roodhuis -
Roodkerk -
Bauke Roolvink -
Gerrit Roorda -
Roordahuizum -
Roordahuizumer Nieuwlandspolder -
Roordapolder -
Jan Roos -
Sjoerd de Roos -
Ropta -
Roptazijl -
Rotondekerk -
Rotstergaast -
Rotsterhaule -
Rottevalle -
Rottige Meente -
Rottum -
Ruigahuizen -
Rust Roest

## S

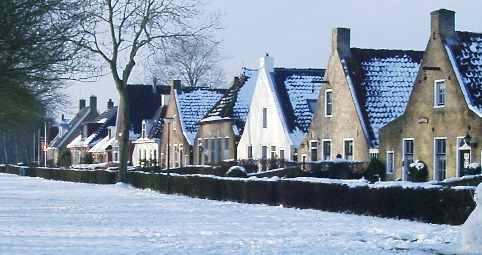
Schiermonnikoog

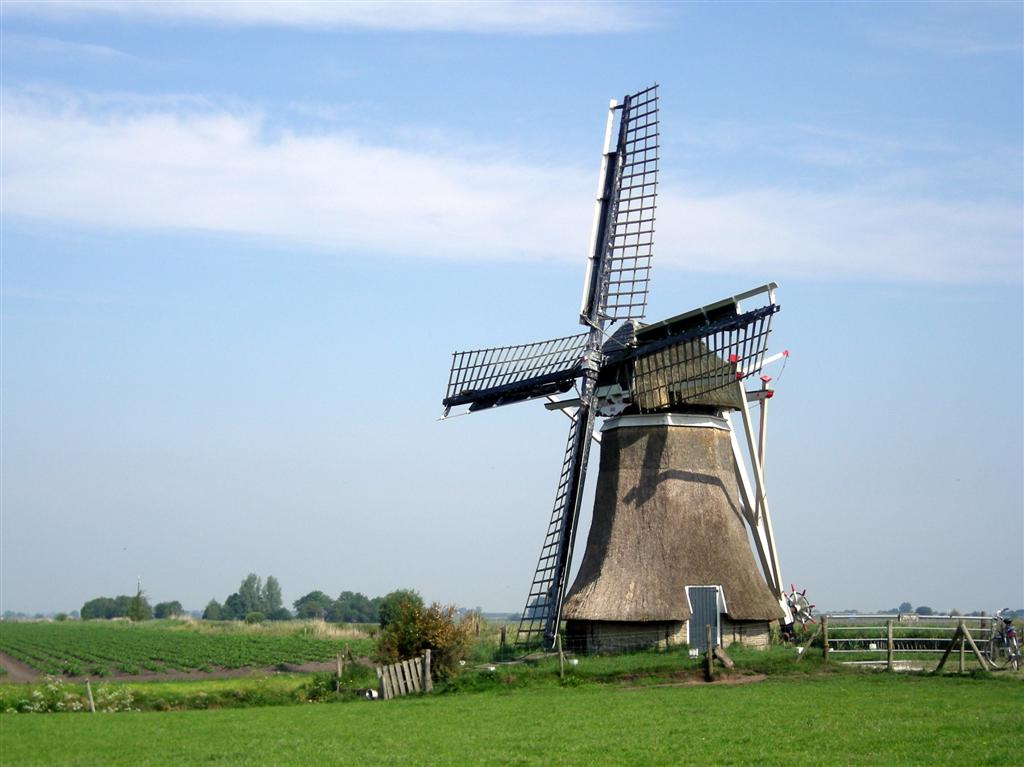
Skarrenmolen, Skarsterlân

Jan Cornelis Pieter Salverda -
Sandfirden -
Willem Santema -
Saterfries -
Saterland -
Sceatta -
Grytsje Schaaf -
Sjoerd van der Schaaf -
Ype Schaaf -
Schalsum -
Schalsumermolen -
Scharl -
Scharneburen -
Scharnegoutum -
Scharnegoutum c.a. -
Scharsterbrug -
Scharsterland -
Scharsterrijn -
Scharsterrijnbrug -
Scherpenzeel -
Scheene -
Scheenesluis -
Schettens -
Schieringers -
Schiermonnikoog (gemeente) -
Schiermonnikoog (NP) -
Schiermonnikoogs -
Schierstins -
Schillaard -
Schingen -
Schipsloot
Schittrum -
Schotanusatlas -
Elske Schotanus -
Schoterland -
Schoterlandse Compagnonsvaart -
Schoterzijl -
Schottelenburg -
Schouw (Gaasterland-Sloten) -
Schraard -
Schrappinga -
Hotze Schuil -
Fedde Schurer -
Fedde Schurerpriis -
Oan Schylge -
Klasina Seinstra -
Sensmeer -
Sexbierum -
Sevenwolden -
Siegerswoude (Opsterland) -
Sijbrandaburen -
Sijbrandahuis -
Marten Sikkema -
Simmer 2000 -
Simonszand -
Sint Annaparochie -
Sint Antonius Ziekenhuis (Sneek) -
Sint Jacobiparochie -
Sint Nicolaasga -
Sint Piter -
Sint-Radboudkerk (Jorwerd) -
Sint Thomasluiden -
Sintjohannesga -
Sipelsneon -
Jan Sipkema -
Sjûkelân -
SKS -
De Skarmolen -
Skarrenmolen -
Skoattertsjerke -
Skoatterwâld -
Skoatterwâld -
Skûtsje -
Skûtsjesilen -
Slachtedijk -
Slachtemarathon -
Slag aan de Boorne -
Slag bij Boksum -
Slag bij Warns -
Slag in de Rondte -
Slagdijkstermolen -
Slappeterp -
Slauerhoff -
Slijkenburg -
De Slikwerker -
Sloten -
Slotermeer -
De Slotplaats -
Sluis Dokkumer Nieuwe Zijlen -
Sluis Ezumazijl -
Sluis Gorredijk -
Sluis Makkum -
Sluis Workum -
Sluis I -
Sluis II -
Sluis III -
Sluizen en stuwen in Friesland -
Smalle Ee -
Smallebrugge -
Smallingerland -
Jacobus Q. Smink -
Snakkerburen -
Sneek (gemeente) -
Sneek (stad) -
Sneeker Oudvaart -
Sneekermeer -
Sneekweek -
Sneker Vijfga -
Snekers -
Snikzwaag -
De Snip -
Albertina Soepboer -
Sondel -
Gerben Sonderman -
Sonnega -
Sonnema Berenburg -
Spanga -
Spannenburg (brug) -
Spannenburg (buurtschap) -
Spannum -
Hylke Speerstra -
Spitsendijk -
Spoorlijn Franeker-Tzummarum -
Spoorlijn Groningen - Heerenveen -
Spoorlijn Harlingen-Nieuwe Schans -
Spoorlijn Harlingen-Stiens -
Spoorlijn Leeuwarden-Anjum -
Spoorlijn Leeuwarden-Stavoren -
Spoorlijn Leeuwarden-Zwolle -
Spoorwegen in Friesland -
Sportpark Leeuwarderweg -
Sportstad Heerenveen -
Sportvereniging Friesland -
Staatslijn A -
Staatslijn B -
Sportpark Noord -
Stabij -
Stadhuis (Bolsward) -
Stadhuis (Dokkum) -
Stadhuis (Franeker) -
Stadhuis (Harlingen) -
Stadhuis (Hindeloopen) -
Stadhuis (IJlst) -
Stadhuis (Leeuwarden) -
Stadhuis (Sloten) -
Stadhuis (Sneek) -
Stadhuis (Stavoren) -
Stadhuis (Workum) -
Stadhuizen in Friesland -
Stadsfries -
Enno Doedes Star -
Station Heerenveen -
Stattum -
Stavoren -
Steenhuistermolen -
Steggerda -
Auke Stellingwerf -
Stellingwerfs -
Stellingwerven -
De stem van marteling -
Steven Sterkprijs -
Stichting Alde Fryske Tsjerken -
Stichting De Fryske Mole -
Stichting Elektroanyske Letteren Fryslân -
Stichting Monumentenbehoud Dongeradeel -
Stichting Pantera -
Stienen Man -
Stiens -
Stifting Fryske Aksje -
stins -
Stokersverlaat -
Stormvloed van 838 -
Stormvloed van 1196 -
Stormvloed van 1214 -
Stormvloed van 1219 -
Stormvloed van 1825 -
Stortum -
Striep -
Stroobos -
Stroobossertrekvaart -
Suameer -
Suawoude -
suikerbrood -
De Sulveren Roas -
Sunderum -
Surhuisterveen -
Surhuizum -
Swarte Prinsch -
Sweachmermolen -
Swichum -
R.P. Sybesma -
Sybrandy's Ontspanningspark

## T

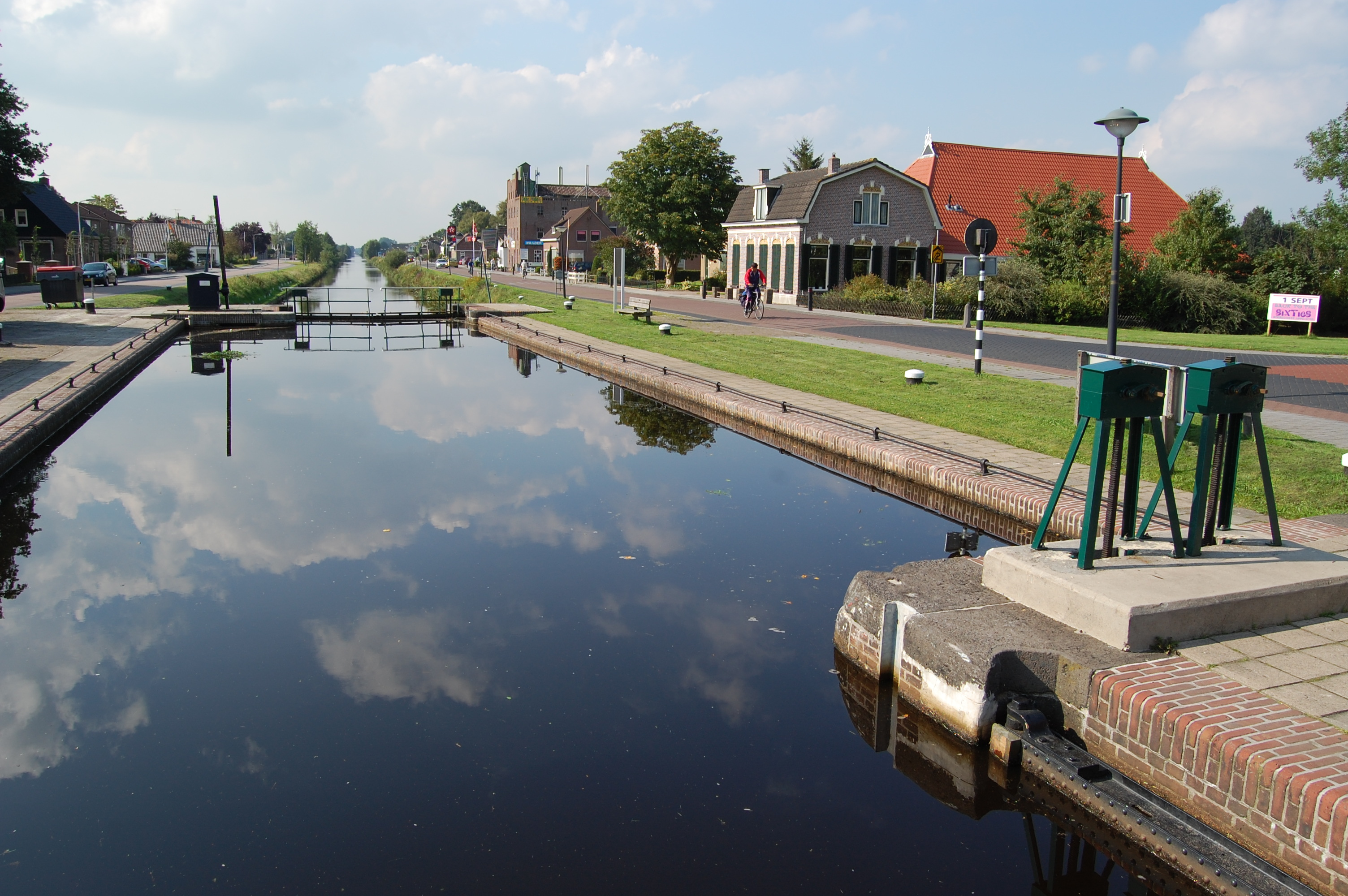
Turfroute bij Appelscha

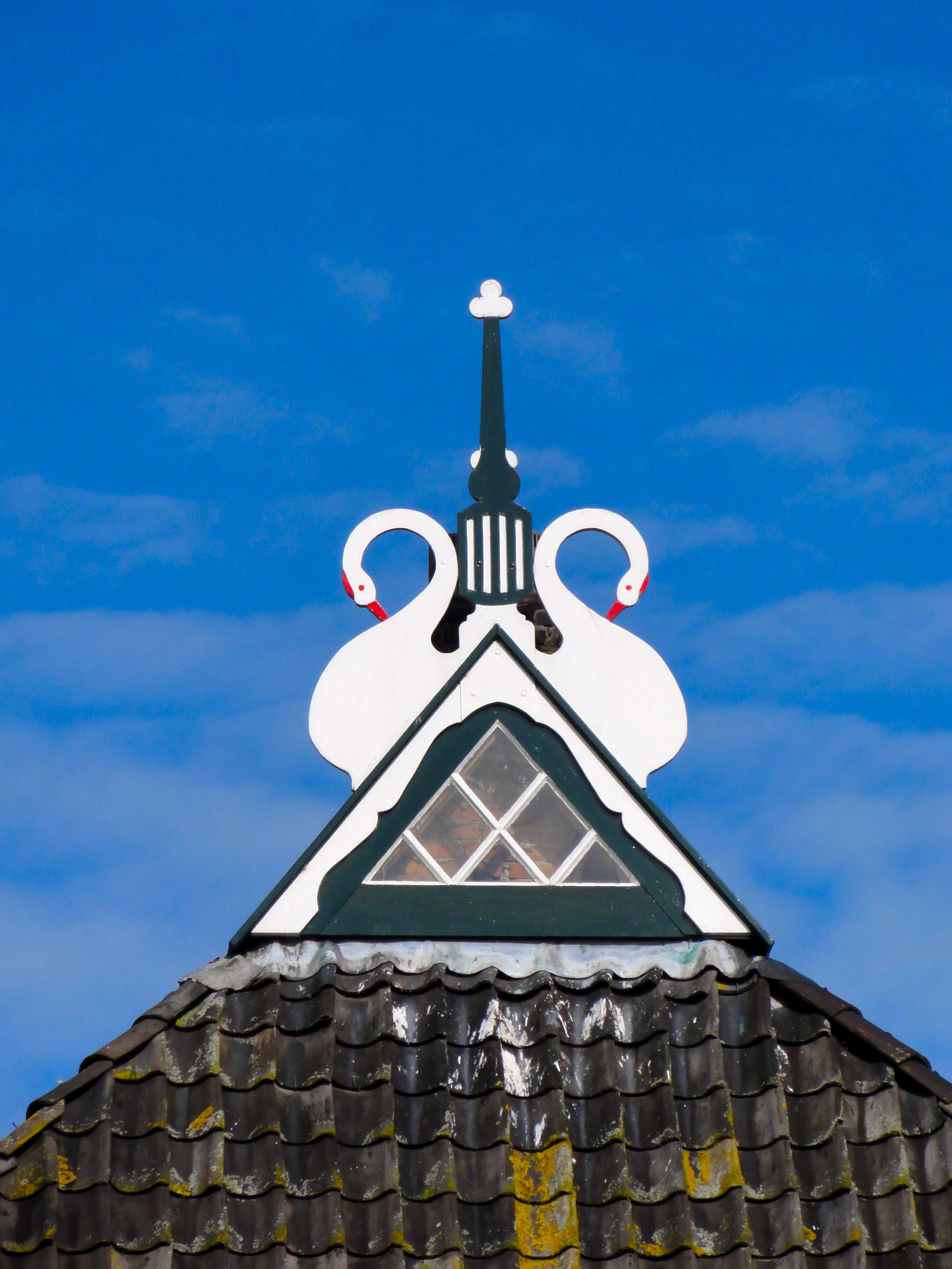
Uilenbord nabij Wijckel

Tabel van gemeenten in Friesland - 
Tacozijl -
Tadema's molen -
Douwe Tamminga -
TCR Vlieland -
Teerns -
Teetlum -
Teijeburen -
Ter Idzard -
Terband -
Tergracht -
Terhorne -
Terkaple -
Ternaard -
Teroele -
terp -
Klaas Anne Terpstra -
Pieter Terpstra -
Terpzigt -
Terschelling -
Terwispel -
Terwisscha -
Terzool -
Thialf -
Thorbecke Academie -
Koos Tiemersma -
Tiesingabosje -
Tietjerk -
Tietjerksteradeel -
Tijnje -
De Tike -
Tirns -
Tjaarda State -
Tjalhuizum -
Tjalleberd -
Tjaerd Tjebbes -
Tjasker Augustinusga -
Tjasker Bolsward -
Tjasker De Deelen -
Tjasker Grouw -
Tjasker It Heidenskip -
Tjasker De Hoeve -
Tjasker Nij Beets -
Tjasker Nijetrijne -
Tjasker Veenwouden -
Tjasker Warga -
Tjasker Zandpoel -
Tjeintgum -
Tjerkgaast -
Tjerkwerd -
Tjeukemeer -
Tjonger -
Tjongerschans -
Tochmaland (polder) -
Tochmaland (windmolen) -
Tolhuister Elfstedentocht -
Tonnemafabriek -
Toren van Spannenburg -
Tramlijn Drachten - Groningen -
Tramlijn Joure - Lemmer -
Trekweg -
Tresoar -
Triemen -
Trijnwalden -
Tronde -
Trophorne -
Trotwaer -
Mr. P.J. Troelstraweg -
Pieter Jelles Troelstra -
Tsienzerburen -
Tsjûkepolle -
Peter Tuinman -
Eelkje Tuma -
Turfroute -
Twarres -
Twijtel -
Twijzel -
Twijzelerheide -
Tzum -
Tzummarum

## U
Uilenbord -
Uitkijktoren Fochteloërveen -
Uitwellingerga -
Focko Ukena -
Uniastate -
Universiteit van Franeker -
Ureterp -
Us Heit -
Us Mem -
Utingeradeel -
Rombertus van Uylenburgh -
Saskia van Uylenburgh

## V
Vaardeburen -
De Valom -
De Veenhoop -
Veenklooster -
Veenwouden -
Veenwoudsterwal -
Akky van der Veer -
Veerdienst Enkhuizen-Stavoren -
Veerdiensten in Friesland -
Veerpont De Burd -
Vegelinsoord -
Veiligheidsregio Fryslân -
Riemer van der Velde -
Rink van der Velde -
Rink van der Veldepriis -
Veneburen -
Venekoten -
Doete Venema -
Venus (uitgeverij) -
Tj. Venstra Ozn. -
VEONN -
De Verbinding -

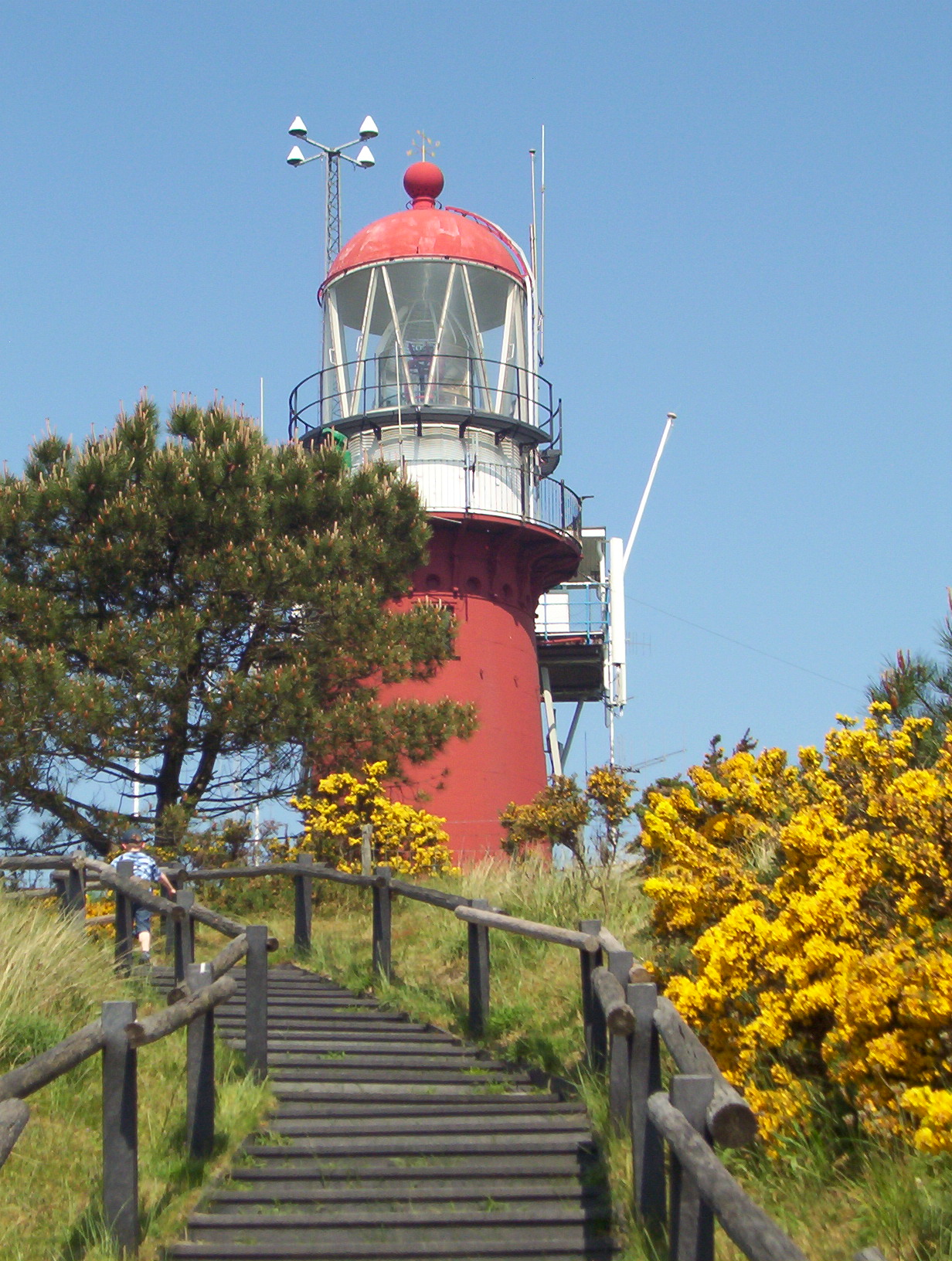
Vlieland, Vuurduin

Vereniging van Friese Journalisten -
Pieter Verhoeff -
De Verwachting -
Simon Vestdijk -
Vesuvius -
Vetkopers -
Victor -
Vierhuis (De Friese Meren) -
Vierhuis (Leeuwarden) -
Vierhuizen -
Vijfhuis -
Vijfhuizen (Dongeradeel) -
Vijfhuizen (Ferwerderadeel) -
Vinkega -
Visbuurt -
Vissersmonument Paesens-Moddergat -
Vissersramp Paesens-Moddergat -
Sint-Vituskerk -
Vlag van Friesland -
Vlag van Kollumerland -
Vlie -
Vliegbasis Leeuwarden -
Vliegveld Ameland -
Vliegveld Drachten -
Vliehors -
Vlieland (eiland) -
Vlieland (gemeente) -
Vlielands -
Vlieterpen -
De Vlijt -
De Volharding -
Volkslied van Friesland -
Anne Vondeling -
Voorheen Molen Schokker -
Voormalige gemeenten in Friesland -
Voormalig post- en telegraafkantoor (Leeuwarden) -
Hein Vos -
Vosseburen -
Vosseburenverlaat (sluis)
Jacob Vredeman -
Abe de Vries -
Nyk de Vries -
Theun de Vries -
Tjerk Hiddes de Vries -
Hidde Sjoerds de Vries -
Vredeman de Vriesprijs -
Willemien Vroegindeweij -
Vrouwbuurstermolen -
Vrouwbuurtstermolen -
Vrouwenparochie -
Het Vrouwtje van Stavoren -
Vuurduin -
Vuurtorens in Friesland -
Vuurtoren van Harlingen -
Vuurtoren van Lemmer -
Vuurtoren van Stavoren -
Vuurtoren van Workum

## W

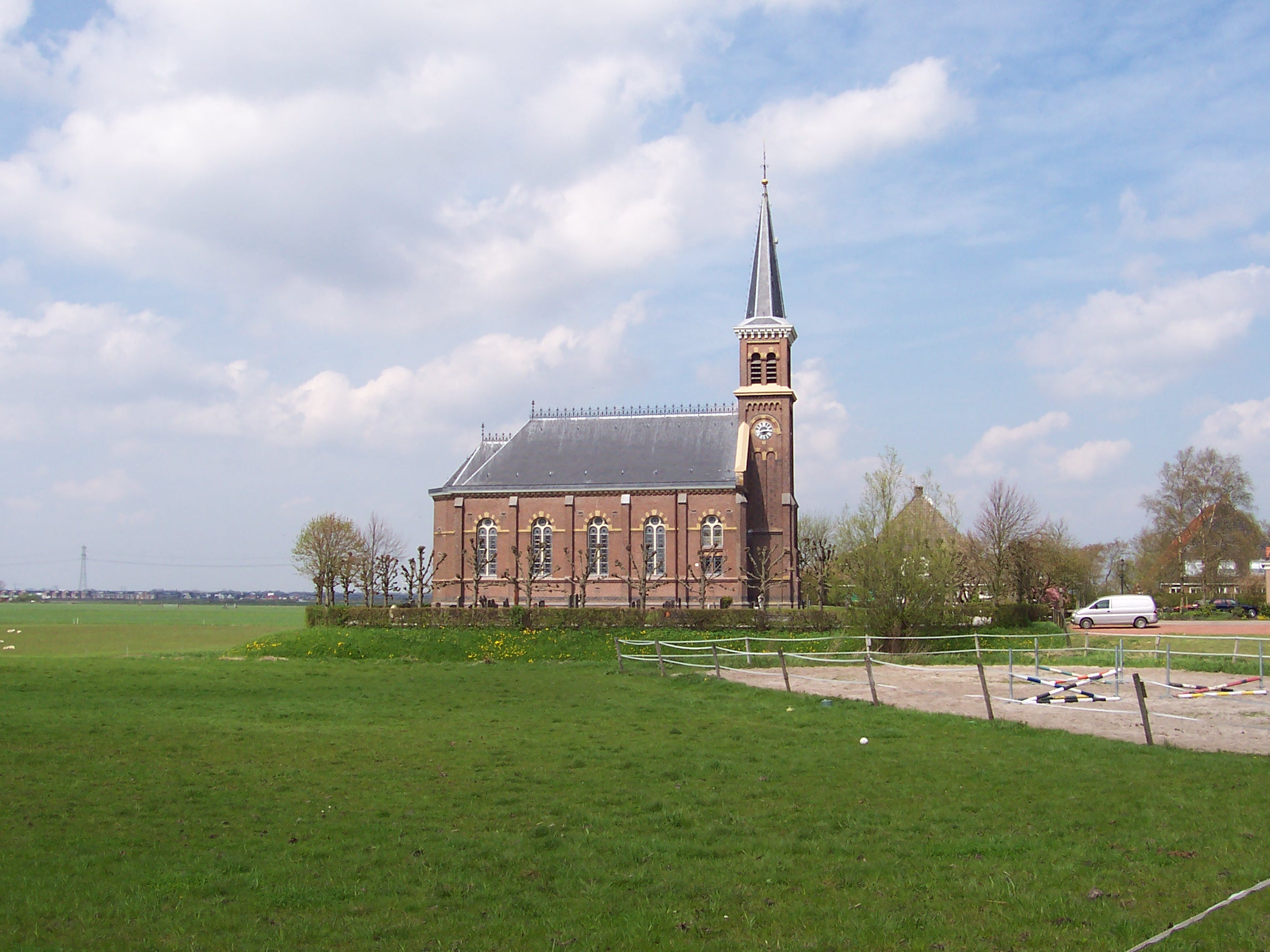
Warstiens

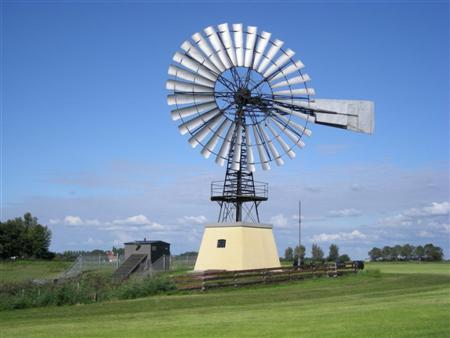
Windmotor Jousterp

Waag (Dokkum) -
Waag (Franeker) -
Waag (Hindeloopen) -
Waag (Langweer) -
Waag (Leeuwarden) -
Waag (Makkum) -
Waag (Oldeboorn) -
Waag (Workum) -
Waaggebouwen in Friesland -
Waaxens (Dongeradeel) -
Waaxens (Littenseradeel) -
Waddenvereniging -
Waddenzee -
Wadlopen -
Anne Wadman -
Wagenborg -
Jannes van der Wal -
Sjirk de Wal -
Wâldrock -
Wâldwei -
Wandelroute E9 -
Wanswerd -
Wapen van Dokkum -
Wapen van Friesland -
Wapen van Heerenveen -
Warfstermolen -
Warga -
Wargaastermeer -
Warns -
Warstiens -
Wartena -
Waskemeer -
Wassermann -
Waterschap Abbega -
Waterschap Deinum -
Waterschap Friens -
Waterschap Hatzum -
Waterplak -
Waterpoort (Sneek) -
Watertorens in Friesland -
Weduwe Joustra -
Pieter Weening -
Folkert van der Wei -
Weidum -
Welgelegen -
Welsrijp -
Weper -
Weperbult -
Sint-Werenfriduskerk -
West aan Zee -
West-Terschelling -
Westereenders -
Westergeest -
Westergo -
Westerkwartiers -
Westerlauwers Fries -
Westerlauwers Friesland -
Westerlittens -
Westermeer -
De Westermolen -
Westernijkerk -
Westdongeradeel -
Westhem -
Westhoek -
Rense Westra -
Weststellingwerf -
West-Vlieland -
Wetsens -
Wetterhoun -
Wetterskip Fryslân -
Wexalia -
De Weyert -
Wiebe Wieling -
Wier -
Larry van Wieren -
Wierum -
Harm Wiersma -
Wieuwerd -
Schelte Tjerks Wiglema -
Wijckel -
Wijde Ee (Smallingerland) -
Wijde Wijmerts -
Wijnaldum -
Wijnjeterp -
Wijnjeterpverlaat -
Wijnjeterpverlaat (sluis) -
Wijnjewoude -
Sito Wijngaarden -
Wijns -
Wijnsermolen -
Wijtgaard -
De Wilgen -
Piter Wilkens -
Willem Lodewijk van Nassau -
Willemstad -
Willibrord -
Sint-Willibrorduskerk -
Harmen Wind -
Windlust (Burum) -
Windlust (Noordwolde) -
Windlust (Wolvega) -
Windmolens in Friesland -
Windmotor Aegum -
Windmotor Baijum -
Windmotor Barfjild -
Windmotor Birdaard -
Windmotor Blesdijke -
Windmotor Britswerd -
Windmotor Broek -
Windmotor Cornjum -
Windmotor Edens -
Windmotor Eernewoude 1, 2, 3 & 4 -
Windmotor Ferwerd -
Windmotor Garijp -
Windmotor Goingarijp -
Windmotor Hartwerd -
Windmotor De Hoeve -
Windmotor IJsbrechtum -
Windmotor Itens -
Windmotor Jorwerd -
Windmotor Jousterp -
Windmotor De Knijpe -
Windmotor Koudum 1 & 2 -
Windmotor Lindevallei -
Windmotor De Meenthe -
Windmotor Mirns -
Windmotor Nieuwebrug -
Windmotor Nijeholtpade -
Windmotor Nijetrijne 1, 2, 3, 4, 6, 7, 8 & 9 -
Windmotor Oldeberkoop -
Windmotor Oldeholtpade -
Windmotor Oldelamer 1, 2, 3, 4, 5 & 6 -
Windmotor Oosternijkerk -
Windmotor Oudega -
Windmotor Rinsumageest -
Windmotor Ruigahuizen -
Windmotor Scharsterbrug -
Windmotor Sijbrandahuis -
Windmotor Sint Nicolaasga -
Windmotor Spanga -
Windmotor Stroobos -
Windmotor Uitwellingerga 1 & 2 -
Windmotor Terhorne 1 & 2 -
Windmotor Teroele -
Windmotor Tijnje -
Windmotor Tirns -
Windmotor De Veenhoop -
Windmotor Weidum 1 & 2 -
Windmotor Wirdum -
Windmotoren in Friesland -
Winsum -
Wirdum -
Sint-Wirokerk -
Witmarsum -
Witte Brekken -
Witte en Zwarte Brekken en Oudhof -
Witte Wijk -
Witveen -
Henk Wolf -
Wolmerum -
Wolvega -
Wolsum -
Wommels -
Wonder te Lidlum -
Wonneburen -
Wons -
Wonseradeel -
Workum -
Workumermeer -
Worp van Thabor -
Woudagemaal -
Woudfries -
Woudsend -
Wouterswoude -
WTC Leeuwarden -
Geert Aeilco Wumkes -
Wumkes.nl -
Wyldemerk -
Wymbritseradeel -
Wymbritseradeel

## X

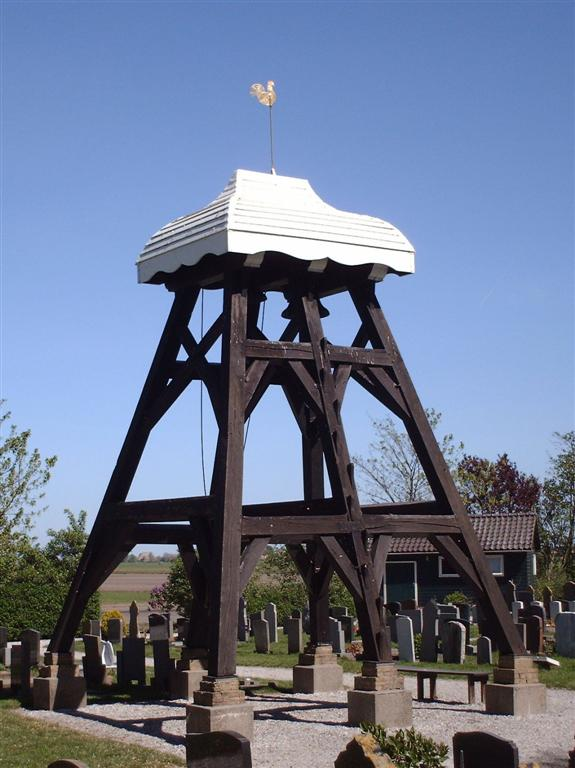
Ypecolsga, klokkenstoel

## Y
Ybema's Molen -
Jan Ykema -
Ylostins -
Ypecolsga -
Ypeymolen -
Jehannes Ytsma

## Z

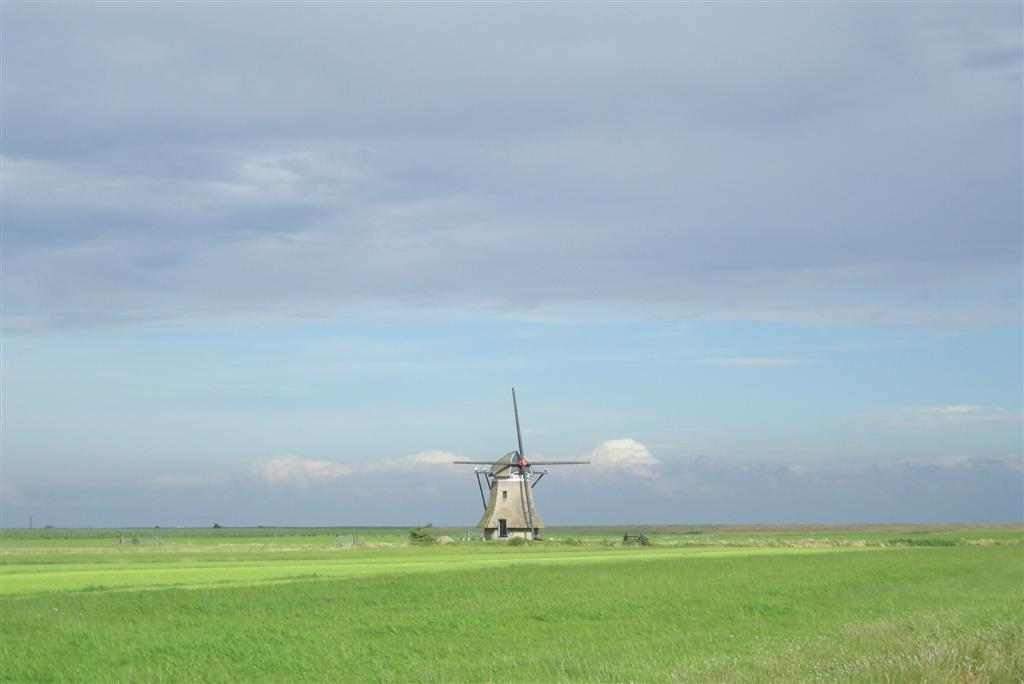
Zwaantje, Nijemirdum

Zaailand -
Zandhuizen -
Falko Zandstra -
Hyltje Hepkes van der Zee -
Zeldenrust -
Zevenbuurt -
Zevenwouden -
Zevenwoudenpad -
Jelle Zijlstra -
Zomerrak -
Zoo College -
Johan Zuidema -
Zuidergo -
Zuidertoren (Schiermonnikoog) -
Zuidwalvulkaan -
Zuidwesthoek (Friesland) -
Zuidwesthoeks -
Zuivelfabriek Freia -
Zuivelfabriek De Gemeenschap -
Zurich -
Zwaagwesteinde -
Zwaantje -
Zwadde -
Zwagerbosch -
De Zwaluw -
Zwarte Haan -
ZWH -
Zweins -
Zwette
Drenthe van A tot Z · Flevoland van A tot Z · Friesland van A tot Z · Gelderland van A tot Z · Groningen  van A tot Z · Limburg (Nederland) van A tot Z · Noord-Brabant van A tot Z · Noord-Holland van A tot Z · Overijssel van A tot Z · Utrecht van A tot Z · Zeeland van A tot Z · Zuid-Holland van A tot Z

Nederland · provincies